# Storia di Francavilla Fontana
La storia di Francavilla Fontana, città in Provincia di Brindisi, inizia con la comparsa nel Neolitico di un villaggio abitato principalmente da pastori. Successivamente, con l'insediamento dapprima dei Messapi ed in seguito dei Romani, sorse un centro di medie dimensioni. L'attuale città di Francavilla venne fondata ufficialmente nel 1310 da Filippo I d'Angiò, principe di Taranto, dopo la scoperta di un'icona bizantina raffigurante una Madonna col Bambino. Grazie alle larghe franchigie concesse da Filippo il borgo si sviluppò rapidamente, fu cinto di mura, torri e, nel XV secolo, fu munito anche di un castello. Dalla seconda metà del XVI secolo alla metà del XVIII Francavilla fu governata dagli Imperiali, ritenuti i migliori feudatari che il feudo abbia avuto: grazie al loro mecenatismo, arrivarono nobili e artisti che, andando al passo con i tempi, conferirono alla città un aspetto barocco.

## Origini

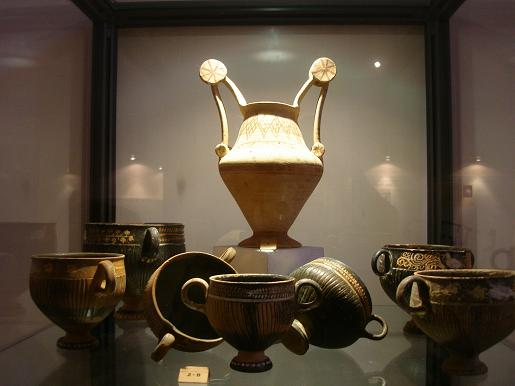
Ceramica messapica, centro documentazione messapica Oria

Scavi archeologici eseguiti nel 1950, su un argine del Canale Reale, a circa due chilometri dal centro abitato, hanno dimostrato l'esistenza di un villaggio neolitico, di età non posteriore al 3000 a.C., abitato da gente sicula mediterranea prima dell'invasione degli Ausoni. Con molta probabilità il villaggio doveva essere al centro di un imponente sistema difensivo formato da filari di pietre e megaliti. Dagli scavi è emerso che questo villaggio aveva un elevato grado di vita sociale e uno ancora più alto di attività tecnica ed industriale. Inoltre, data la rarità di coltelli, punte di frecce e attrezzi agricoli scoperti, è stato ipotizzato che la vita doveva trascorrere abbastanza tranquillamente e che l'economia si basava principalmente sulla pastorizia.
In altre zone del territorio comunale sono state scoperte anche grotte dedicate al culto, in cui sono stati trovati frammenti di vasi dello stesso periodo del villaggio, ora custoditi a Ostuni, presso il Museo di civiltà preclassiche della Murgia Meridionale.
Altre scoperte in varie zone della città sono attribuite ai Messapi, provenienti dall'Illiria tra l'VIII e VII secolo a.C.; nel 1978, ad esempio, nel quartiere San Lorenzo furono scoperte quattordici tombe, quindici buche, sei pozzi e resti di abitazioni, trozzerelle e vasi in stile Egnazia. Degli stessi messapi sono i resti dell'imponente sistema difensivo del territorio: le specchie.
Dell'età romana, invece, restano basole della pavimentazione della Via Appia e una villa rustica scoperta in contrada San Lorenzo, lungo le sponde del Canale Reale, avente una superficie di circa 290 metri quadrati e databile tra il I secolo a.C. e la metà del II secolo d.C. La mancanza di intonaci, pavimenti musivi e altre rifiniture ha fatto presupporre che la villa in questione non era stata adibita ad abitazione, ma, appunto, a villa rustica, che formava l'epicentro di un fundus. Dai numerosi rinvenimenti archeologici di età romana e messapica, è stato ipotizzato che nei pressi delle contrade Santa Cecilia e Guardiola, in età antica, si estendesse una grande città, rasa al suolo nell'845 dai Saraceni.

### Ipotesi sulla fondazione pre-romana
Già dal XVI secolo alcuni storici (tra cui anche, successivamente, Cosimo De Giorgi) affermarono che i resti messapici e romani ritrovati attorno alla città odierna appartenessero all'antica Tirea, città appartenuta prima ai Lucani, poi ai Tarantini, distrutta dai Cartaginesi, ricostruita e infine distrutta definitivamente durante le invasioni barbariche del VI secolo. Sempre secondo molti storici locali, questa antica città sarebbe stata importante come Taranto ed Oria.
Altri studiosi (tra cui anche Francesco Ribezzo) ritengono o hanno sostenuto invece che i resti archeologici rinvenuti nelle varie contrade intorno a Francavilla appartengano a Rudiae, città di origine greca, in seguito divenuta colonia romana e patria di Quinto Ennio. L'area delle ricerche archeologiche si estende dalla Masseria dell'Aglio fino a poche centinaia di metri dalla città di Oria. Già dal XVII secolo, infatti, si afferma che nella zona in questione furono scoperte statue, vasi e sepolture e che, in particolare, fu scoperta una lapide marmorea recante la scritta "RUDIAE MINERVAE DICAT...", regalata successivamente al vescovo di Oria Alessandro Maria Kalefati ed ancora conservata presso alcuni suoi discendenti. Ad avvalorare la tesi dell'esistenza di una Rudiae nel territorio francavillese, inoltre, vi sono i toponimi di due contrade esistenti già nel seicento: Rodia grande e Rodia piccola.

## Medioevo

Armi di Filippo d'Angiò, principe di Taranto. Le armi di Filippo sono quelle di suo padre Carlo II d'Angiò brisate con una banda di argento.

Di difficile datazione è l'anno di distruzione di Rudiae o di un altro centro popolato che sorgeva nei pressi dell'attuale città: si spazia quindi dal 230 a.C. sino all'845 (ad opera dei Saraceni). La gente sopravvissuta si rifugiò in modo sparso in tutto l'Ager Uritanus (Foresta oritana), un territorio che si estendeva a nord fino alla città di Martina Franca, a sud fino alle porte di Lecce e caratterizzato dalla presenza di boschi, fauna abbondante, sorgenti, colline e grotte.

### I casali

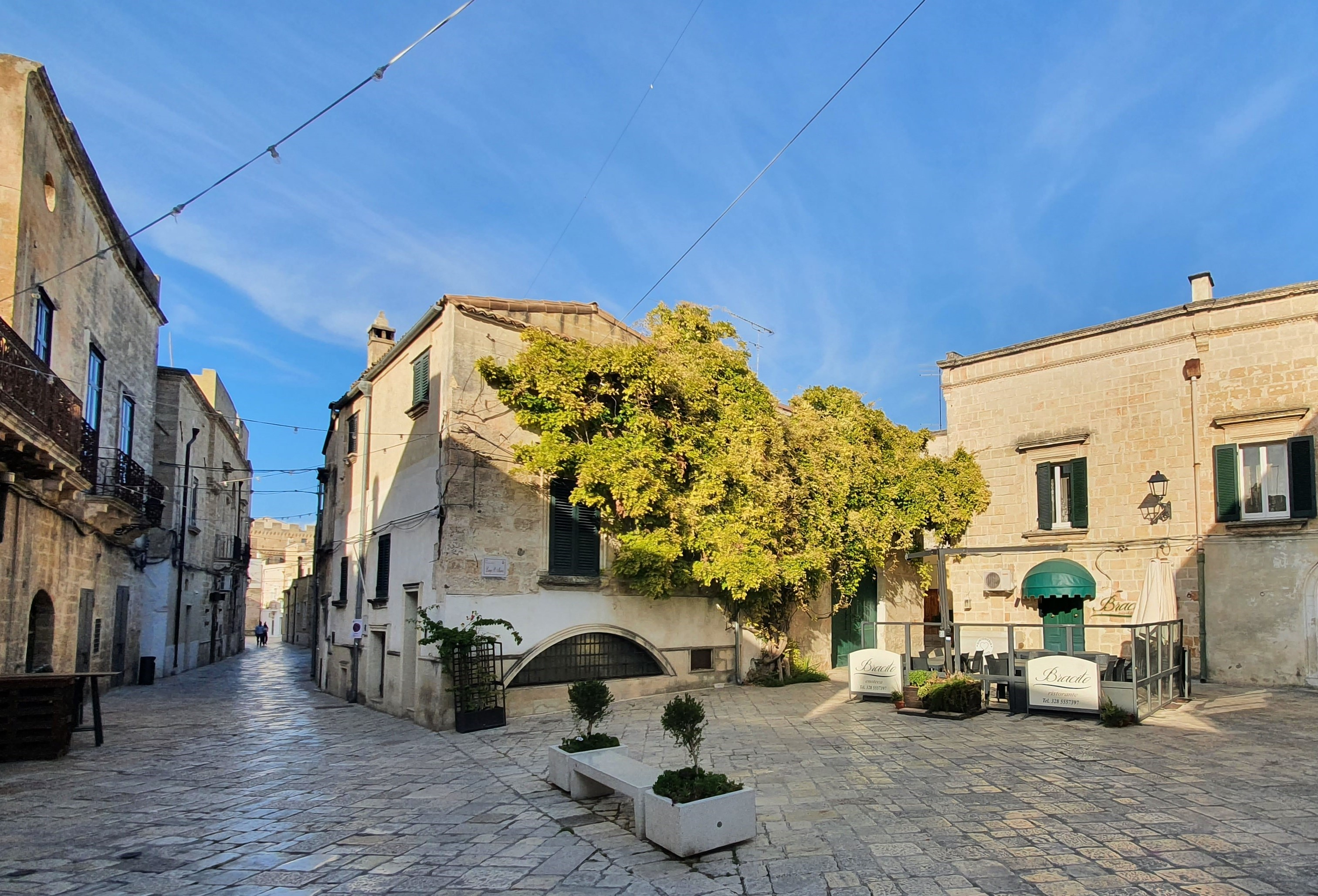
Scorcio di via San Giovanni e Largo San Marco, luoghi intorno alle quali si sviluppò il casale

All'interno della foresta oritana si crearono (o in alcuni casi si ingrandirono) numerosi casali nei pressi dell'attuale città. Tra i più importanti si ricordano San Giovanni Gerosolimitano, Pazzano, Caselle, Casalvetere, Casalino e Villa di San Salvatore (ritenuto primo nucleo di Francavilla).
Probabilmente, nell'866, alcuni franchi scesi fino a Bari e a Oria con l'imperatore Ludovico II si stanziarono in uno dei villaggi abitati dai sopravvissuti cittadini della distrutta città messapica, e formarono il primo nucleo della città, che nel 1155 divenne poi feudo del barone normanno Goffredo, a cui, per l'occasione, gli fu attribuito l'appellativo "da Francavilla". Tuttavia, da vari documenti, si ritiene che in realtà Goffredo sia stato feudatario di un casale omonimo situato nel basso Salento. Da precisare inoltre che il casale che sarebbe andato a formare in seguito Francavilla, benché presidio militare, durante quegli anni, fu aperto ai traffici e mai chiuso da mura.
Dal IX secolo in poi cominciò un processo di fusione tra i casali, per formare un unico centro di medie dimensioni. Le cause del decadimento dei casali furono molteplici: l'insicurezza, sensazione molto diffusa nella popolazione e l'inizio dei combattimenti tra Normanni e Bizantini.
Fin dal 1200 Francavilla, o il casale che sarebbe stato chiamato successivamente così, era feudo di Gualtieri III di Brienne; successivamente, nel 1291, se ne impossessò Pietro de Noha, che tra il 1304 ed il 1305 lo lasciò nelle mani di Guglielmo de Noha.

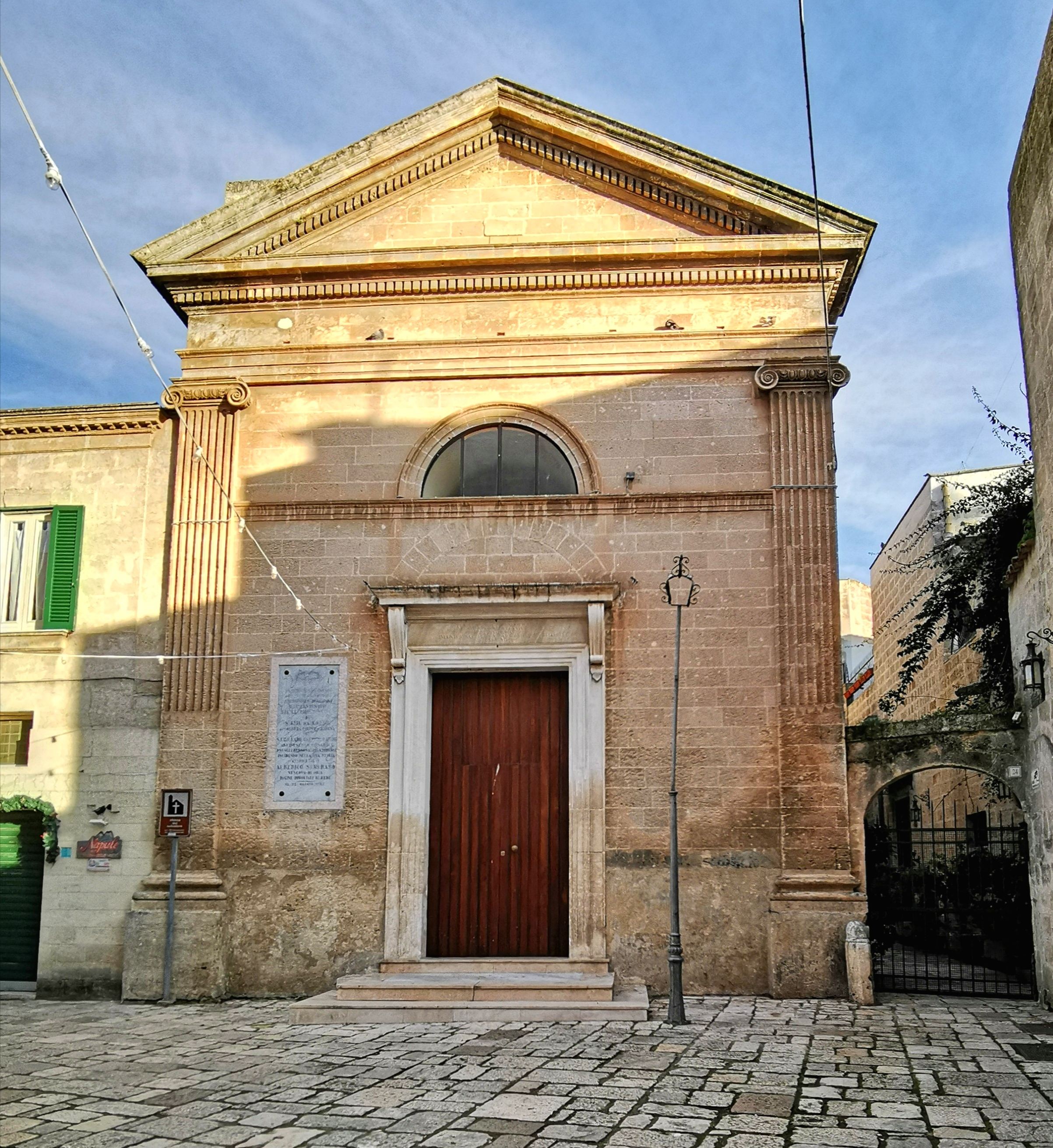
Vista della chiesa di San Salvatore

#### Villa del Salvatore
Il Casale di San Salvatore (chiamato anche Villa del Salvatore) è ritenuto da molti il nucleo originario dell'odierna città di Francavilla. Fondato con molta probabilità da greci, possedeva un tempio dedicato alla Dea Flora (l'attuale Chiesa del Salvatore, da cui il casale ha preso il nome). Una leggenda molto antica, anche se priva di fondamenti storici, narra che da questo casale passò San Pietro durante il suo viaggio verso Roma. Il fatto può essere probabile, perché, seguendo i percorsi Brindisi-Taranto e Otranto-Taranto (non si sa in quale delle due città adriatiche sia sbarcato il santo) si passava da Oria e dal Casale di San Salvatore. Sempre secondo la leggenda, dopo aver predicato i principi cristiani, la popolazione si convertì al Cristianesimo, abbatté il vecchio tempio, e sulle sue fondamenta costruì una chiesa dedicata a San Salvatore.
Dopo molti anni dall'avvenimento, a poca distanza dal Casale, fu costruito un convento rimasto in piedi fino al XIV secolo.

### Dalla fondazione angioina agli Antoglietta

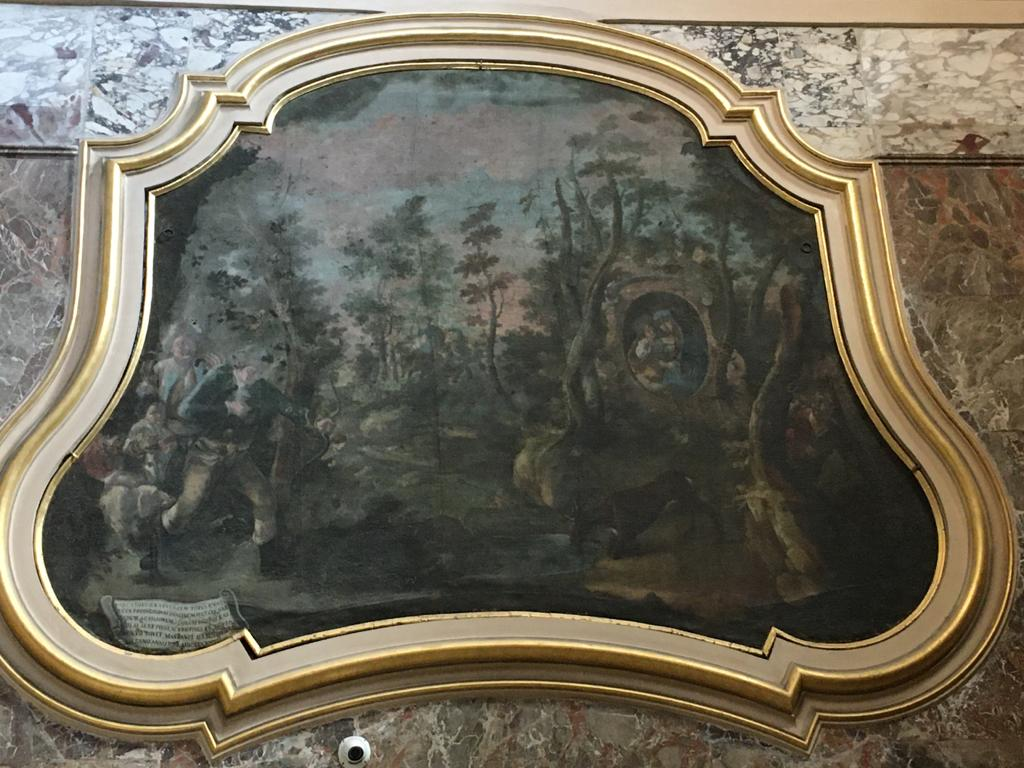
Dipinto di Domenico Antonio Carella raffigurante il rinvenimento dell'icona e situato sull'altare della Madonna nella chiesa madre

Secondo la tradizione, la mattina del 14 settembre 1310 il principe Filippo I d'Angiò di Taranto decise di fare una battuta di caccia, assieme ad alcuni nobili, nella parte di foresta compresa poco a nord del Casale del Salvatore. Elia Marrese intravide nella boscaglia un cervo e decise di seguirlo, cercando il punto migliore per ucciderlo; quando il cervo si fermò per abbeverarsi ad una fonte, Marrese gli scagliò contro una freccia. Ma il dardo, anziché colpire il cervo, tornò indietro verso il nobile. Stupito dall'accaduto, suonò il corno per far accorrere Filippo d'Angiò e gli altri uomini e mostrare ciò che era successo. Il principe di Taranto decise di diradare la boscaglia per trovare la causa di quel prodigio, e subito dopo fu scoperto un muro diroccato (secondo altri una grotta basiliana) dove era appoggiata un'icona bizantina raffigurante la Madonna col Bambino.
Il principe di Taranto ordinò che in quel luogo si costruisse una chiesa ed in breve tempo i visitatori aumentarono notevolmente, facendo spopolare i Casali circostanti e sovraffollando il Casale del Salvatore. Poco tempo dopo Filippo d'Angiò emise un editto, scritto su pergamena con lettere d'oro (custodito fino al 1623, poi scomparso) in cui si diceva che chi fosse venuto ad abitare nel Casale del Salvatore avrebbe avuto terre, asilo e larghe franchigie.

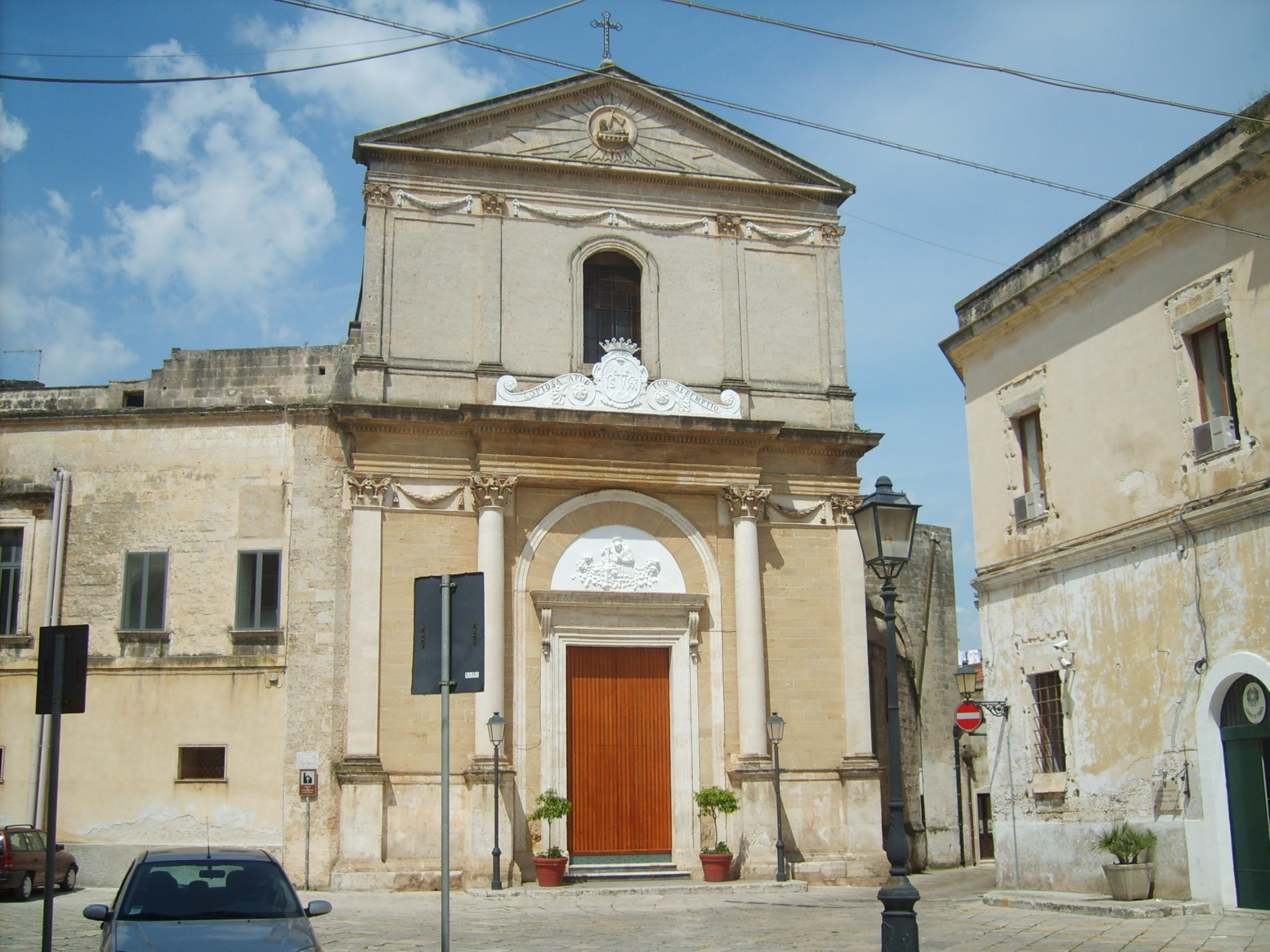
Chiesa dei Padri Liguorini, posta sul sito della chiesa medioevale voluta da Filippo

Nel 1322 d'Angiò concesse la costruzione di un convento di francescani "per decorare la nuova terra", edificato sul sito dell'attuale Chiesa dei Padri Liguorini. Il 28 agosto dello stesso anno papa Giovanni XXII, tramite bolla, concesse l'indulgenza plenaria a tutti coloro che ogni 14 settembre avessero visitato l'icona bizantina, permise che la sacra immagine fosse trasportata nella chiesa costruita da Filippo d'Angiò, concesse alla nuova chiesa di assumere tutte le funzioni di Parrocchia e ordinò che tutte le chiese dei casali vicini dipendessero da questa.
Il primo padrone del nuovo casale fu Giacomo Noha, anche se non si sa se ebbe veramente i diritti sui casali da lui posseduti. Tra il 1322 ed il 1335 il Casale cambiò il nome in Villa Franca (che in seguito si tramutò in Franca Villa). Il 5 maggio 1336 la donazione di Francavilla fu confermata a Data d'Adimari ed a suo figlio Guglielmo. Successivamente, nel 1364 Filippo II concesse agli Antoglietta, nuovi feudatari della città, la costruzione delle mura. Una volta costruite le mura il Casale assunse il titolo di Terra. Durante il loro regno, gli Antoglietta aumentarono la tassazione con l'introduzione di uno stallio da far pagare anche ai preti, venendo odiati dal popolo per tale ragione. Nel 1336, inoltre, il Casale fu dichiarato Città regia.

### Miracolo del rinverdimento degli ulivi

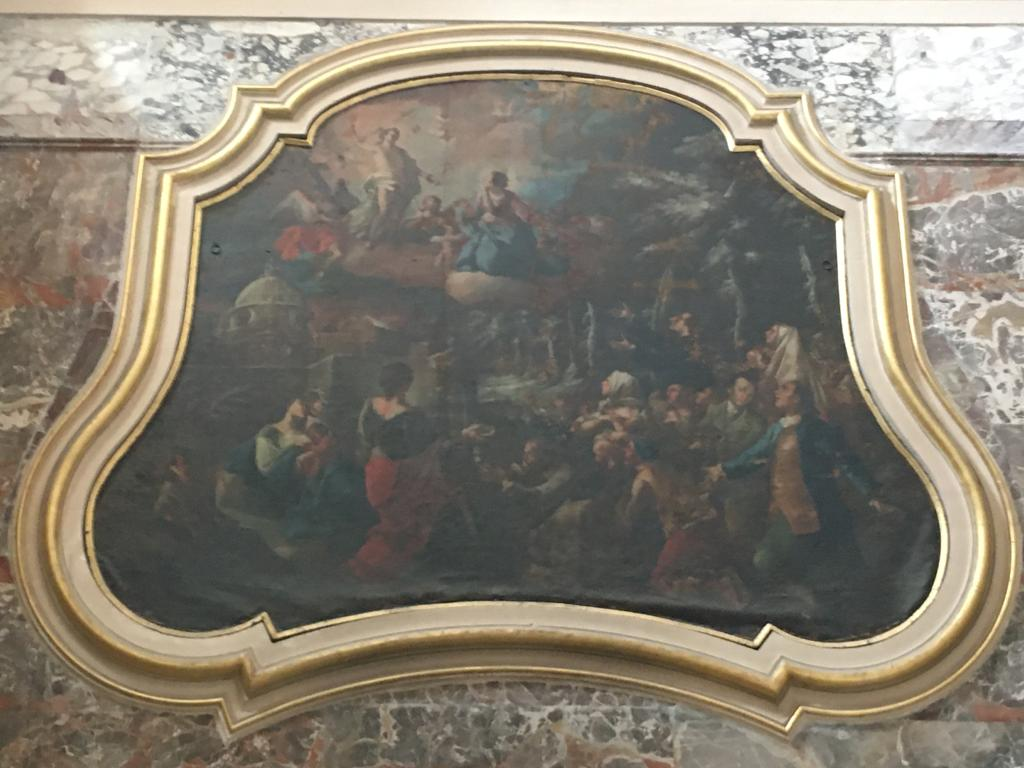
Miracolo degli ulivi raffigurato in un quadro di Domenico Antonio Carella, situato sull'altare della Madonna nella chiesa madre

Si colloca nel XV secolo il miracolo del rinverdimento degli ulivi, ma con più precisione non si sa, a seconda delle fonti, se nel 1420 o nel 1458. A quei tempi l'economia di Francavilla era quasi esclusivamente agricola e in quell'anno ci fu un inverno piuttosto rigido per le coltivazioni. La nevicata del 23 gennaio rovinò profondamente gli alberi di ulivo, facendo quindi disperare i cittadini, ai quali non restò che riunirsi nella chiesa madre e celebrare una messa solenne per chiedere aiuto alla Madonna della Fontana. La mattina successiva i contadini si accorsero che la neve si era sciolta e gli ulivi miracolosamente rinverditi. La gioia fu tale che si decise di solennizzare l'evento istituendo una vera e propria festa, celebrata ancora oggi il 24 gennaio. Con l'evento del miracolo la Vergine della Fontana fu anche nominata speciale protettrice della diocesi di Oria.

### Il governo degli Orsini e la promulgazione dei Capitoli
Nel 1447 fu eseguita uno dei primi censimenti dei fuochi (le famiglie) presenti nel Regno; a Francavilla se ne contavano 500.
Nel 1455 Giacomo dell'Antoglietta cedette il casale a Giovanni Antonio del Balzo Orsini in cambio di alcuni possedimenti. Il nuovo proprietario aveva numerosi interessi per Francavilla perché punto strategico tra Taranto e Brindisi. Perciò ampliò e rinforzò le mura angioine e costruì nell'angolo nord-ovest del Casale una torre quadrata fortificata circondata da un fossato. Alle tasse già presenti, si aggiunsero quella per il mantenimento di un Giustiziero (quattro once), quella per una taberna per la Corte (quattro once) e la tassa sul sale (due tarì per ogni rotolo).
Con la crescita della città, gli abitanti della "Terra di Francavilla" desiderarono essere totalmente indipendenti da Oria, che in questo periodo si trovava in fase di decadenza. Quando la città era ancora Casale, non potendo costituire un feudo indipendente, fu accoppiata alla città di Oria, con l'obbligo di contribuire al pagamento delle collette oritane. La questione portò a scontri e uccisioni tra le diverse fazioni e il 24 agosto 1464 l'Università e gli uomini di Francavilla ricorsero direttamente al re, chiedendo di essere dispensati dal pagamento delle collette di Oria. Il re ordinò la fine degli scontri (pena una multa di 1000 ducati), e rimise la questione al Sacro Regio Consiglio. Dopo sette mesi re Ferrante confermò la scissione da Oria ed il 26 novembre 1464 furono rimessi i Capitoli e le Grazie di Francavilla, documenti scritti a metà tra volgare e latino comune, confermati in seguito anche da re Alfonso e dal principe di Taranto.
Nei documenti si stabilì che Francavilla doveva essere legata solo al Principato di Taranto, che erano abolite le tasse principesche, lo stallio, il mantenimento del Giustiziero e la doppia tassa sul sale; la Terra non doveva mai più essere possedimento degli Antoglietta, tutti i delitti erano condonati, le tasse erano sospese, ogni 26 agosto si sarebbe dovuta svolgere la festa di San Salvatore, se si trattasse di crimini compiuti anche fuori dalla Terra i cittadini dovevano essere processati a Francavilla, i cittadini stessi potevano avere tre giorni di tempo per difendersi dalle accuse e potevano essere denunciati solo presso gli ufficiali civili e criminali, nessun Alguzino o Giustiziero poteva comandare nella Terra e coloro che dovevano pagare enormi tasse non potevano essere "spogliati" del tutto ("spogliati" che potevano andare direttamente dal principe di Taranto a riprendere le proprie cose). I Capitoli furono convalidati il 29 dicembre 1469 nel Castello di Taranto dal re e da Antonello Petrucci, processato in seguito per la congiura dei baroni.
Il 20 ottobre 1485 nel castello di Francavilla dimorò re Federico d'Aragona con le soldatesche dopo la cacciata dei Turchi da Otranto.
Le cronache degli ultimi anni del Quattrocento raccontano che nella contrada Grani si svolse una battaglia tra Francesi e Aragonesi, che all'epoca si contendevano l'Italia meridionale.

## Età moderna

### I Bonifacio e la questione delle tasse
Il 7 settembre 1500 lo stesso Federico d'Aragona concesse il possesso del marchesato di Oria a Roberto Bonifacio, che aggiunse col successivo acquisto del 1517 Francavilla e Casalnuovo (Manduria).
Il 16 marzo 1517, a Napoli, furono firmate le grazie per l'Università, contenenti per la maggior parte provvedimenti di carattere rurale ed altri già concessi da Ferdinando I e, tra gli altri, quello che concedeva la costruzione di un nuovo borgo fuori dalla Terra, visto che la popolazione era notevolmente aumentata negli ultimi anni. Lo stesso anno la Terra vide giungere i Carmelitani, che costruirono un convento.
Nel 1520 Giovanni Bernardino Bonifacio, figlio di Roberto, acquistò Francavilla (assieme a Casalnuovo), le riconfermò i privilegi e annullò tutti i processi.

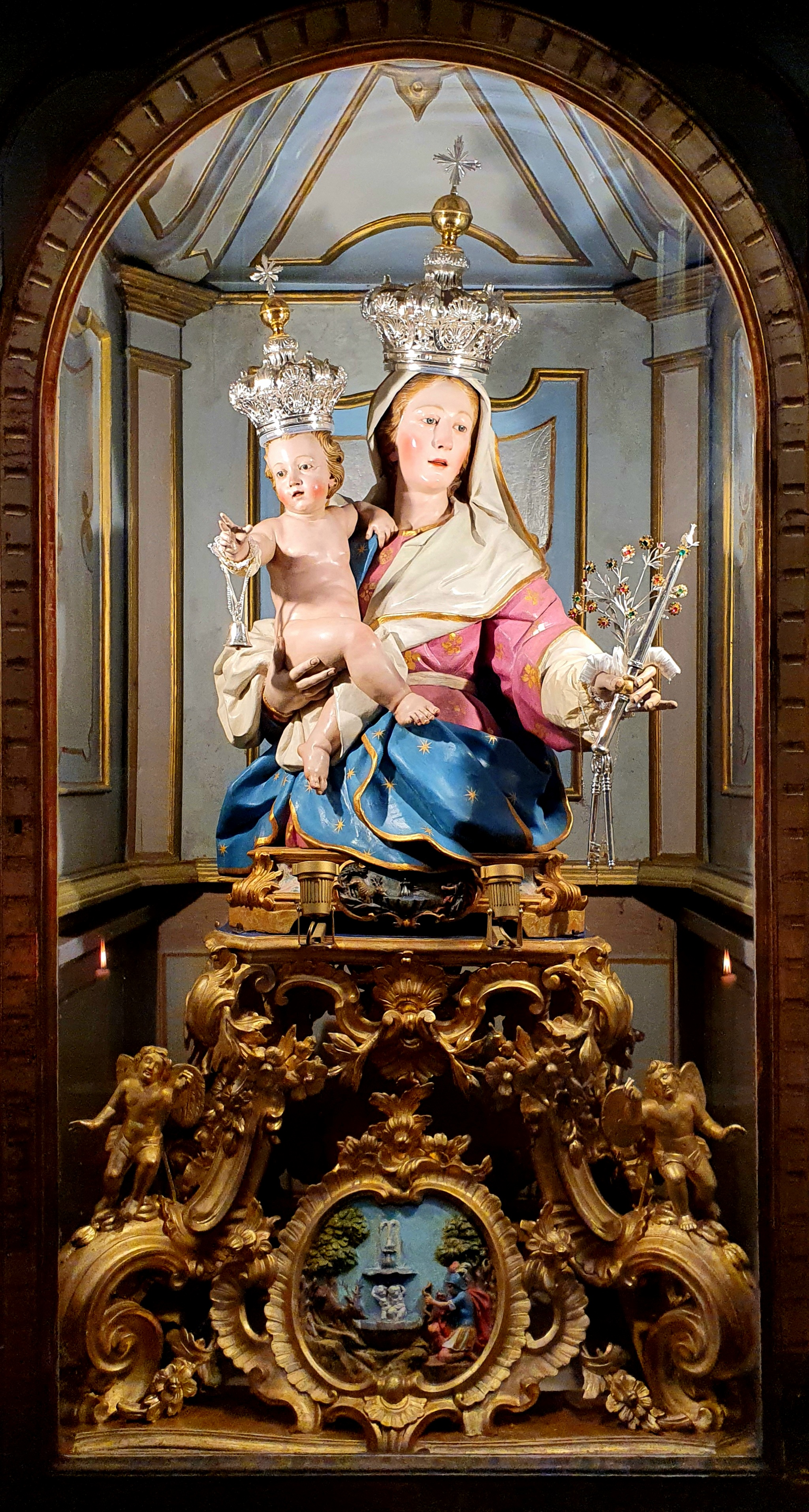
Simulacro ligneo della Madonna della Fontana col Bambino, protettrice della Città

Nello stesso anno, accadde un miracolo che aumentò notevolmente la devozione verso la Madonna della Fontana: sul finire dell'inverno il territorio fu avvolto da un'ondata di grande freddo; il 23 gennaio nevicò così intensamente che la neve spezzò quasi tutti gli alberi d'ulivo. Di conseguenza tutta la popolazione, disperata, si riversò in chiesa per chiedere aiuto alla Madonna. Il 24 gennaio, finita la messa, la neve si era sciolta in più punti e gli alberi d'ulivo erano ritornati intatti. Per più di una settimana andarono avanti i festeggiamenti in onore della Madonna e la collegiata fu addobbata con numerose torce e lumini.
Alcuni anni dopo il Clero di Francavilla cominciò a lottare per difendere i propri diritti contro le ingerenze dei vescovi di Oria: nel 1528 infatti il clero francavillese fu tassato di mille scudi per la costruzione del seminario nella città di Oria; poco dopo il Capitolo decise di inviare l'arciprete Claudio Vinciguerra a Roma per denunciare tale tassazione, e Roma, dando ragione al Capitolo francavillese, ridusse la tassa da mille a duecento scudi.
In seguito, con l'invasione dei francesi e dei veneziani, anche nel Regno di Napoli arrivarono i Cappelletti, mercenari che saccheggiavano ogni città sulla loro strada. Dopo aver distrutto varie città pugliesi, verso la fine di giugno del 1529 giunsero anche nei pressi di Francavilla, ma, temendo un agguato, posticiparono l'assedio al giorno dopo; si accamparono così in contrada Grani. All'interno delle mura, i cittadini, avendo visto l'arrivo dei Cappelletti, anziché prepararsi ad affrontarli, si rifugiarono nelle chiese sperando in un miracolo; alla protettrice della città si offrirono addirittura le Chiavi della Terra, per avere in cambio il suo aiuto. All'alba, i Cappelletti notarono che intorno al loro accampamento si era creata un'enorme palude, impossibile da attraversare: così rifiutarono di attaccare la città e si portarono a Mesagne, già duramente saccheggiata. A ricordo del miracoloso avvenimento nello stesso anno fu eretta una cappella, esistente tutt'oggi.
Nel 1532, dopo un altro censimento dei fuochi, nella città si contarono 723 famiglie.
Nel 1531 il clero oritano ritornò a gravare su quello francavillese, cosicché il 2 ottobre 1531 i francavillesi istituirono il Procuratore ad lites a Roma, che aveva il compito di difendere la causa sul Seminario. Nel 1532 fu inviato a Roma un altro procuratore affinché il Capitolo francavillese non fosse più importunato da quello oritano per il pagamento del Seminario e fu ordinato a don Francesco Antonio Caniglia, di stanza a Roma, di dare un memoriale sui fatti direttamente al Papa. La Curia oritana, però, non volle cedere e nel 1534 fece arrestare e condurre a Oria l'arciprete Vinciguerra, rilasciato successivamente su insistenza di tutto il clero, il quale fu obbligato a tenere, sempre a Roma, un ennesimo procuratore speciale.

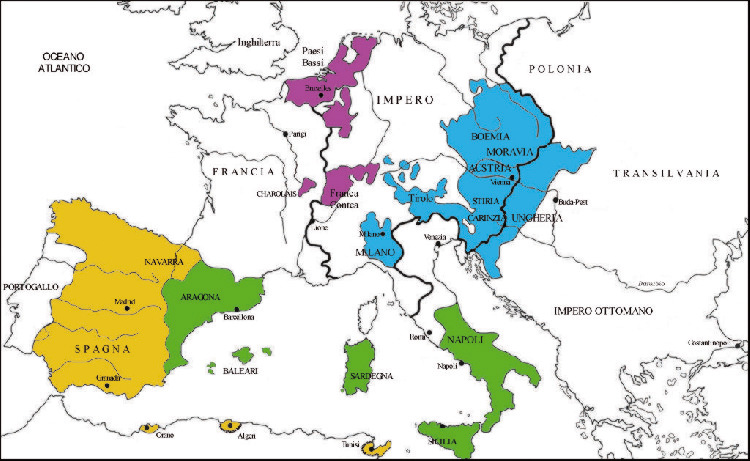
Domini di Carlo V

Allontanati i francesi, per un breve periodo il marchesato di Oria, come molti altri del Regno di Napoli, fu governato da ufficiali dell'esercito. Poco dopo, Roberto Bonifacio ricomprò il marchesato per venticinquemila ducati. Il 5 aprile 1536 Carlo V riconfermò tutti i privilegi alla Terra di Francavilla precedentemente firmati da re Ferrante, Giovanna IV e dallo stesso Bonifacio, che morì a Napoli nello stesso anno.
Dopo di lui, secondo alcuni scrittori, il marchesato fu governato da Dragonetto, suo fratello, fino al 1554, anno della sua morte.
Subito dopo, il figlio di Roberto, Giovanni Bernardino Bonifacio, all'epoca diciannovenne, divenne a tutti gli effetti il nuovo governatore. Dopo aver viaggiato a lungo, nel 1537, sospettato di eresia e quindi perseguitato, si rifugiò a Oria, ricomprando Casalnuovo. Il 25 novembre 1538 firmò i Capitoli di Francavilla, che contenevano per la maggior parte provvedimenti rurali, economici, di riordino dell'amministrazione pubblica e ritocchi di provvedimenti più vecchi. Nel 1546 si trasferì da Oria nel castello di Francavilla: in questi anni il castello, che dal 1450 non aveva subito sostanziali modifiche, fu ingrandito e il fossato allargato.
Intanto, la popolazione nella Terra aumentava: nel 1545 c'erano 768 famiglie.

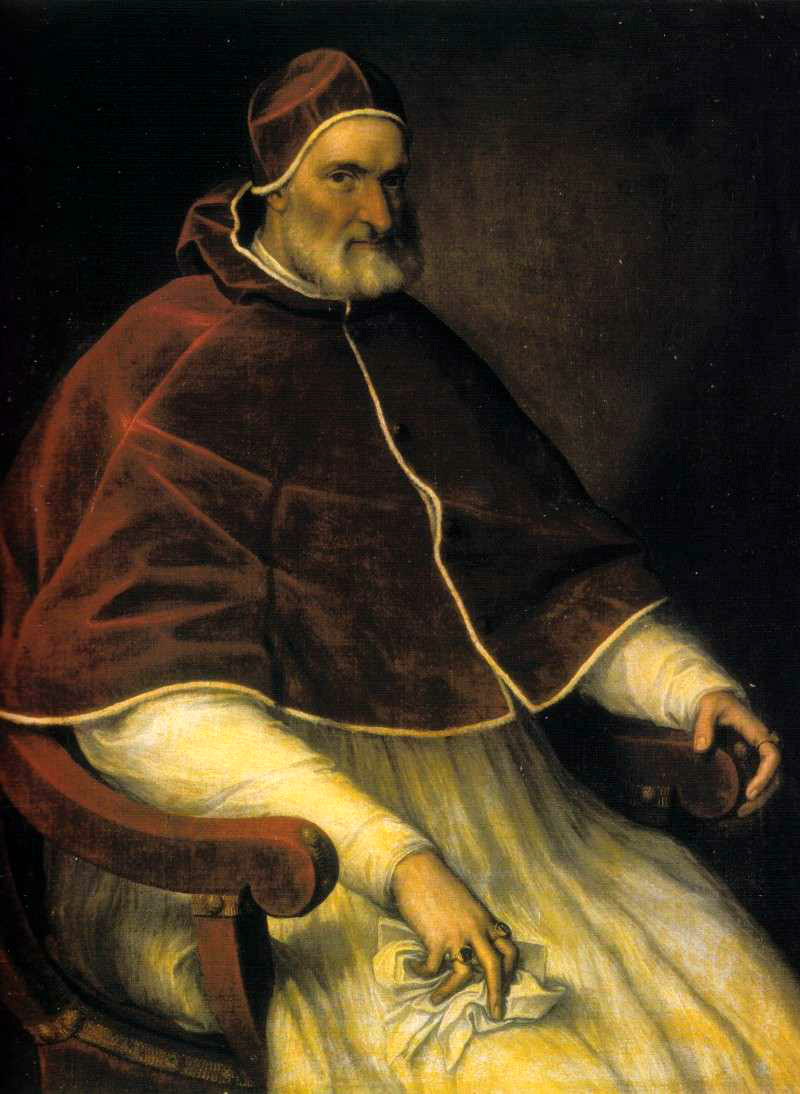
Ritratto di papa Pio IV, che comprò il feudo di Francavilla nel 1560

### Giacomo Paniscotti e la fuga di Bernardino Bonifacio
Sempre nello stesso periodo, girava in provincia Giacomo Biancolino Paniscotti, un frate cappuccino che aveva la fama di ottimo predicatore contro la Riforma. Avendo saputo la storia di Giovan Bernardino, si recò nel castello di Francavilla per convertirlo agli ideali della chiesa cattolica; dopo numerose prediche, non riuscì a convertire il marchese, ma lo offese ancora di più, tanto da indurre Bonifacio a ucciderlo. Qualche giorno dopo il primo incontro, infatti, il marchese mandò qualcuno a dirgli che si era convertito e che voleva che lo raggiungesse subito al castello. Alle guardie che sorvegliavano il portone della fortezza, nel frattempo, Bonifacio ordinò di gettare il frate nel fossato non appena lo avessero visto. Ma il cappuccino, non sospettando il tranello, si recò al castello, oltrepassò il ponte sul fossato e le guardie. Arrivò così dal marchese e, quando scoprì che non si era convertito affatto, ricominciò con le pesanti prediche. Quando finì, uscì dal castello e ritornò illeso nel suo alloggio. Bonifacio, quindi, si recò dalle guardie e chiese perché non l'avessero buttato nel fosso come ordinato; i soldati risposero di non averlo visto né arrivare né andarsene.
Questo fatto aumentò la sua fama di eretico e, non potendo più restare nel Regno, nel 1557, passato da Napoli per non destare sospetti, fuggì a Venezia e poi in Germania, lasciando il marchesato abbandonato.
La predilezione di Francavilla da parte del Bonifacio non fu gradita agli oritani. L'antica questione delle collette, proprio in quegli anni, era ritornata accesa a causa di un provvedimento emanato dallo stesso Giovan Bernardino con il quale si diceva che nessun oritano sarebbe potuto diventare Capitano della Terra di Francavilla. L'ostilità degli oritani verso il marchese aumentò ancora di più quando preferì trasferirsi nel castello di Francavilla anziché rimanere ad Oria.

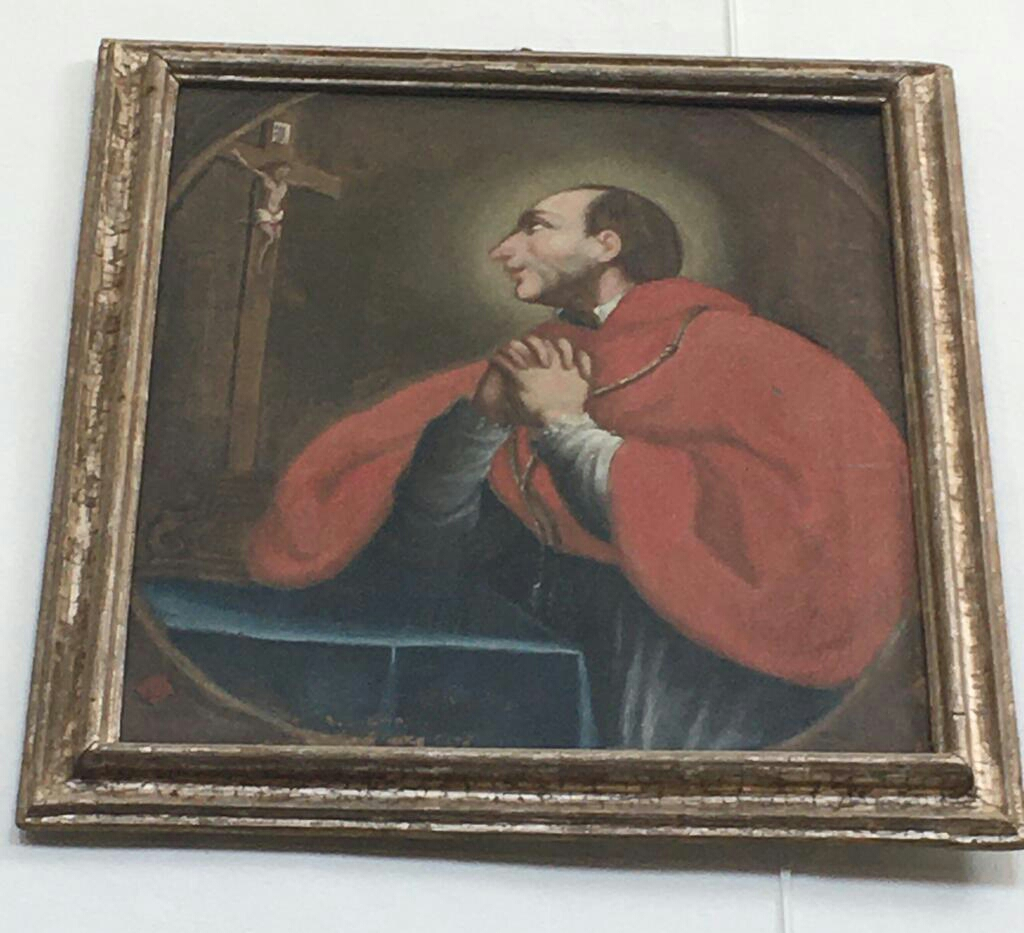
San Carlo Borromeo, che divenne per qualche anno signore del marchesato di Oria. (Ritratto conservato nella chiesa madre)

### Dopo i Bonifacio
Il 12 ottobre 1557 la Regia Corte prese possesso del feudo, mandando ad Oria il governatore Francesco de Bolea. Il 29 dello stesso mese, però, il feudo fu comprato da Ferdinando Loffredo, marchese di Trevico e governatore di Terra d'Otranto, che lo vendette nel 1558 a 11.250 ducati, per comprare il feudo di Ostuni. Dopo Loffredo, il feudo fu devoluto alla Real Corte, e comprato nel 1560 da papa Pio IV per il nipote Conte Federico Borromeo. Nel 1561 nella città si contarono 836 famiglie. Morto Federico, il feudo fu ceduto nel 1563 a Carlo Borromeo (divenuto San Carlo dal 1610); nel frattempo, il vice principe e generale governatore del marchesato di Oria era Geronimo Maggiolino, che risiedeva a Francavilla e mantenne la carica fino al 1568. Il 30 settembre 1566 Carlo Borromeo firmò il rinnovo dei privilegi, Capitoli e grazie. Il Borromeo non venne mai nel feudo, né apporto grandi modifiche nei suoi possedimenti: nel periodo in cui ebbe il marchesato, fu fondato un seminario e vietate alcune usanze popolari. Nominò suo consigliere e tesoriere Ortensio Pagano. Agli inizi del 1568, Carlo Borromeo vendette il feudo a Giovan Battista Castaneo, Arcivescovo Cassanese, per quarantamila scudi; gli scrittori dell'epoca raccontano che il cardinale distribuì tutti i ricavi della vendita ai poveri di Milano in un solo giorno.
Finito il dominio della famiglia Borromeo, la città nel 1569 fu venduta a Melchiorre de Herrera e in seguito, nel 1571, a Filippo Spinola.
Nel 1582 la Sacra Congregazione rinnovò la riduzione del pagamento per la costruzione del Seminario di Oria da mille a duecento scudi.
Durante circa duecentocinquant'anni dalla sua fondazione la Terra si era ingrandita quasi come una Città, con la costruzione di nuovi rioni e il riordino del libro rosso, in cui erano contenuti tutti gli statuti municipali indipendenti da quelli di Oria, concessi già da re Alfonso, ingranditi e perfezionati dai successivi signori. Anche la popolazione continuava ad aumentare: nel 1586 si contavano 856 famiglie e nel 1595 si salì a 994. Tuttavia si suppone che tale conteggio non fosse esatto, poiché, in base al numero di famiglie presenti nel feudo, le imposte fiscali aumentavano o diminuivano: si pensa, pertanto, che in realtà il numero di famiglie presenti nella Terra di Francavilla fosse molto più alto.

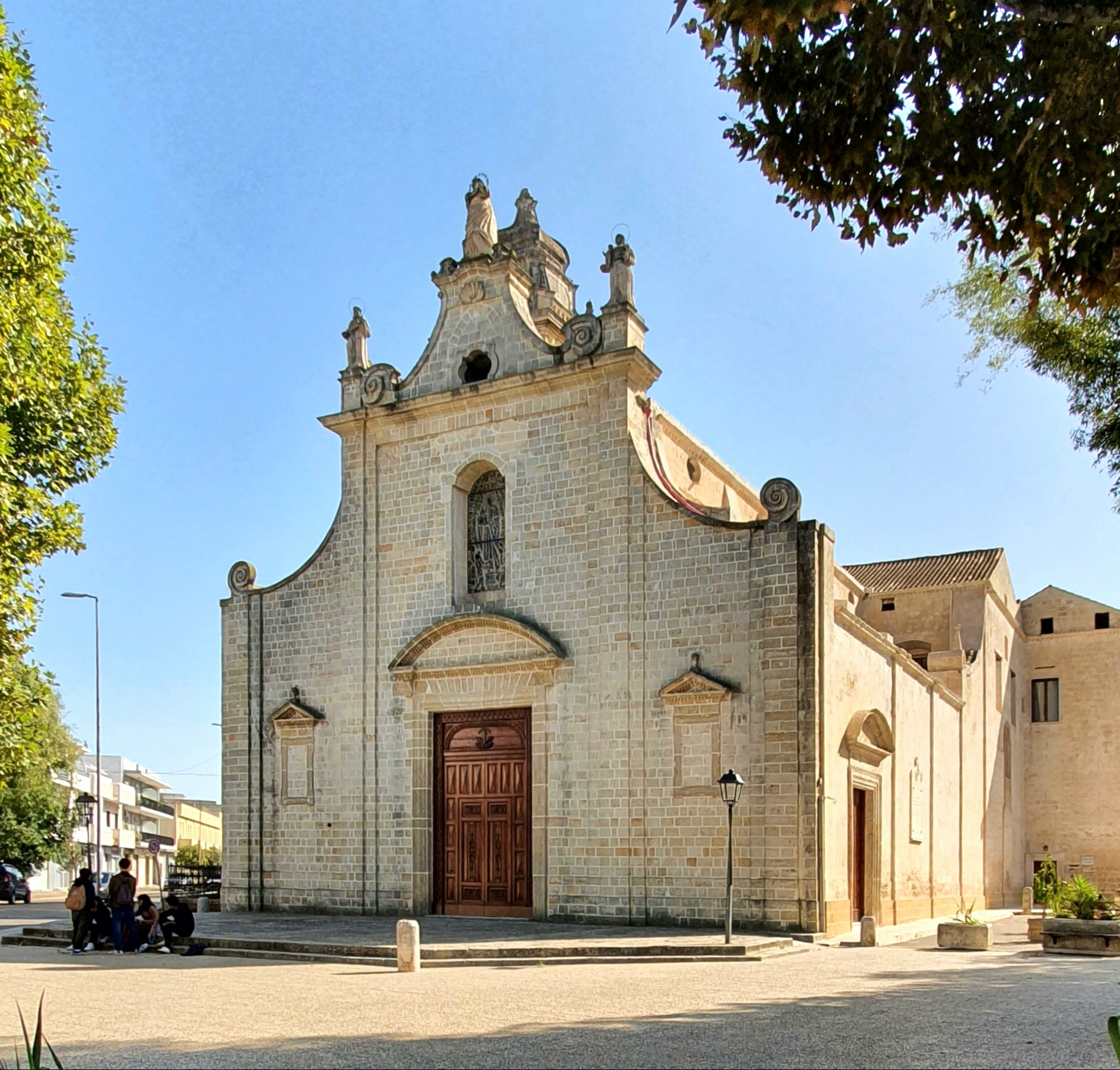
Scorcio del convento dei Frati Minori Osservanti

I borghi stavano diventando via via più regolari e quello concesso da Giovanna IV cresceva sempre di più, tanto da essere chiamato lo Burgo. La Terra attirò numerose famiglie anche fuori dalla Puglia e dal Regno di Napoli, come gli Argentina, provenienti dalla Francia, i Bottari da Genova, i Benanduci da Tolentino, i Casalino da Rovigo e altri ancora. Il livello di cultura medio degli abitanti era piuttosto alto. Durante l'arco del Cinquecento fu allargata, in varie fasi, la Chiesa Matrice e, specialmente dopo il Concilio di Trento, furono istituiti nuovi ordini religiosi: dopo i Carmelitani, arrivarono nel 1570 i Cappuccini, benvoluti dalla popolazione dopo lo scontro tra Bonifacio e Paniscotti, e sostenuti anche dai Borromeo; nel 1573 fu la volta dei Frati Minori Osservanti, anch'essi benvoluti dalla popolazione e, infine, ci fu l'arrivo dei Preti dell'Oratorio, facenti parte dell'ordine di San Filippo Neri: nella Terra aprirono alcune botteghe e in alcuni edifici accudivano i moribondi e fondarono la prima scuola pubblica del feudo, nel quale i bambini imparavano a leggere.

### L'arrivo degli Imperiali
Un anno prima dell'arrivo dell'ordine di San Filippo Neri in città, nel 1572, Davide Imperiale, appartenente alla famiglia genovese degli Imperiali e capostipite del ramo degli Imperiali di Francavilla, comprò il feudo per 140 000 ducati, cui più tardi se ne aggiunsero altri 132 000. Alcuni storici ritengono che, per vari disaccordi nati dopo la lettura del contratto di vendita, il genovese non fu più molto propenso a comprare il marchesato e forse non firmò nemmeno il contratto. Da questo momento iniziò la fase di maggiore splendore per la Terra di Francavilla; gli Imperiali infatti, i migliori feudatari che il feudo avesse mai avuto, apportarono numerosi miglioramenti nella città e, specialmente sotto gli ultimi principi Michele senior e Michele junior, sorsero nuovi rioni, si ampliò la cinta muraria e furono aperte nuove porte. Inoltre, con il loro mecenatismo, si aprirono numerose accademie di letterati ed artisti.

Simbolo araldico degli Imperiali

Negli stessi anni, l'arcivescovado di Brindisi e il vescovado di Oria si separarono: Mesagne, Cellino San Marco, Guagnano, Salice Salentino, Veglie, Leverano, Tuturano, San Donaci e San Pancrazio Salentino andarono a Brindisi; Manduria, Erchie, Torre Santa Susanna, Ceglie Messapica, Sava e, dopo un'aspra disputa fra le due giurisdizioni che portò a numerose liti, anche Francavilla (gli abitanti della Terra furono anch'essi contrari ad entrare nella giurisdizione oritana) andarono ad Oria.
Nel 1586, a trentatré anni, Davide Imperiali morì a Genova, probabilmente avvelenato. Il marchesato fu ereditato dal figlio Michele, che sposò Maddalena Spinola e dimorò a Genova fino al 1593. Egli fu il primo degli Imperiali che dimorò a Francavilla, arredando sontuosamente il castello.

### Il ritorno dei conflitti tra Francavilla e Oria
Intanto, ad alimentare le rivalità tra Francavilla ed Oria, oltre alla questione delle collette, da qualche anno si era aggiunta anche quella delle proprietà francavillesi nel territorio oritano, i cui proprietari non volevano pagare le collette di Oria, bensì quelle della città di appartenenza; le multe precedentemente emanate da re Alfonso funzionarono solo temporaneamente: gli oritani mostrarono all'Università francavillese una copia di un accomodamento fatto nel 1498 in cui si era stabilito che, tracciando una linea di separazione che partiva dalle mura di Oria fino a Francavilla, si sarebbero dovute pagare da un lato le collette oritane, dall'altro quelle francavillesi. La linea di separazione era tracciata anche da Oria a Montecalvo (nel territorio di Grottaglie) e da Oria ad Ostuni. Questo trattato fu seriamente messo in discussione dall'Università di Francavilla, che non capiva per quale ragione non fosse uscito allo scoperto prima e perché non venisse mostrato l'originale; tuttavia acconsentì a recarsi sui luoghi di spartizione per verificarne l'esattezza e successivamente ricorse alla Regia Camera per denunciare il fatto che molti francavillesi, avendo comprato case e terreni in territorio oritano, avrebbero dovuto pagare la bonatenenza. Il Sacro Regio Consiglio ordinò che si sospendessero le tasse sui beni in questione, ma il 17 ottobre 1582 Oria chiese che si costringessero a far pagare tutte le persone registrate nel catasto della città; tale pretesa tuttavia risultò inutile, giacché poco dopo si impose che i francavillesi pagassero in Francavilla, mentre, il 18 novembre 1597, il regio consigliere Giovanni Demestaneza decretò che i possessori francavillesi dovessero pagare in Oria.

### Dai primi anni del seicento alla morte di Michele Imperiali
Il decreto fu sanzionato il 7 aprile 1603 ma non fu eseguito né nel 1605, né nel 1607 e né nel 1663.
All'inizio del '600 Francavilla era l'unica città in Puglia ad avere due ospedali: il Fatebenefratelli ed il Camberlingo.
Nel 1604 fu iniziato il catasto, dal quale risulta che i fuochi erano 1100 e gli abitanti 3707, divisi principalmente in 45 uomini d'arme, 87 preti, 60 nobili, 163 forestieri, 353 agricoltori, 15 falegnami, 10 carradori, 9 massai, 16 muratori, 6 mugnai, 8 zoccatori, 9 sarti, 12 fabbricanti di panni, 11 conciapelli, 7 merciai, 20 trainanti, 12 cretaioli, un sellaio, un cuoco, un fabbricante di calze di seta, 7 dottori, 3 medici e un giudice, sebbene, a causa della questione fiscale, i dati presumibilmente non erano esatti.
Dal 1613 al 1615 la collegiata subì altri interventi: nel 1613 fu costruita una cappella per accogliere l'immagine bizantina della Madonna col Bambino, fino a quel periodo rimasta su un altare in legno cinto da cancelli in ferro; due anni più tardi furono effettuati ulteriori ampliamenti, grazie anche a Michele Imperiali, che aveva donato nel 1604 un altare alla Madonna della Fontana e che partecipò a sue spese ai restauri del tetto della chiesa. Michele Imperiali morì a Galatina il 17 agosto 1616 e lo stesso giorno fu trasportato e seppellito temporaneamente nella collegiata di Francavilla, per poi essere riportato a Genova.

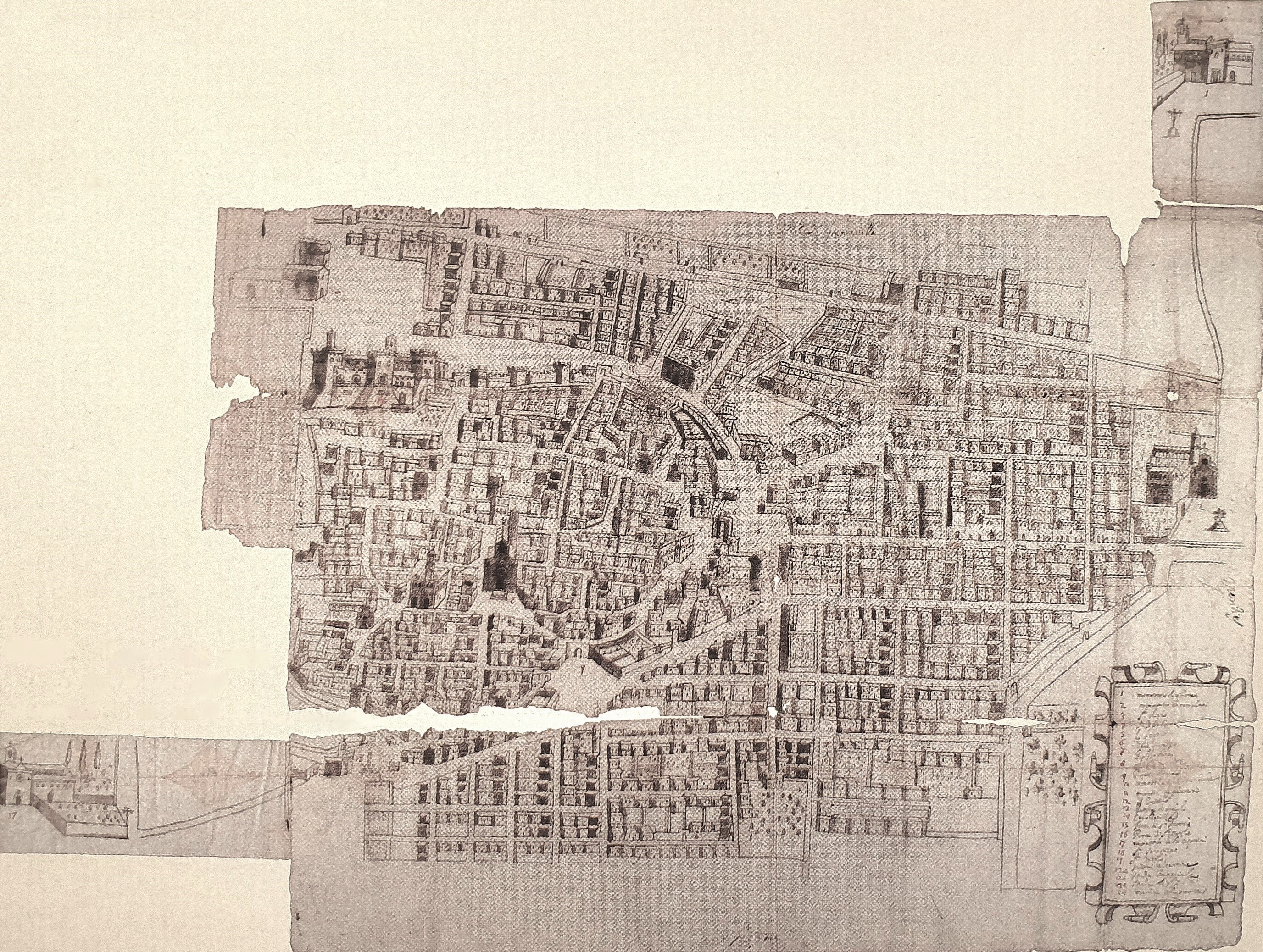
Veduta di Francavilla nel 1643. Disegno di C. F. Centonze

### Da Davide a Michele I Imperiali
Il terzo marchese fu il figlio Davide Imperiali, che nel 1622 sposò la cugina Veronica Spinola. Anch'egli morì giovane, nel 1623, a causa di un'aspra disputa scoppiata a Napoli tra lui e il marchese di Pescara e di Vasto. Il figlio di Davide, Michele, fu accudito da Maddalena Spinola, che rimase a Francavilla fino al febbraio del 1626, per poi ritornare a Genova. In questo modo il bambino fu sotto la guida di Marc'Antonio Imperiali, morto nel 1628 e sepolto nella chiesa di Santa Maria della Croce. Nello stesso anno l'Università appianò alcuni debiti contratti con la Corte degli Imperiali, vendendo anche alcuni mulini vicino al castello.
Nel 1627 monsignor Ridolfo obbligò i preti francavillesi a pagare un tarì ciascuno per la costruzione del nuovo carcere ad Oria; il Clero francavillese, quindi, fu costretto nel 1630 a mandare un altro procuratore a Roma per essere difeso dalle ingiustizie dei vescovi oritani.
Il 9 febbraio 1631 il sindaco di Oria Filippo Papatodero e quello di Francavilla Orazio Mucciolo arrivarono a un accordo sulla questione delle collette: stabilirono infatti che l'Università francavillese avrebbe pagato, una sola volta, 460 ducati per buonatenenza trascorsa e 60 ducati all'anno a condizione che i diritti che vantava Oria sui fondi in questione sarebbero dovuti passare all'Università stessa.
Uno degli zii del piccolo Michele Imperiali il 6 marzo 1626 presentò al Viceré di Toledo un progetto per la creazione, a sue spese, di un Monte di opere pie, con l'obiettivo di aiutare economicamente i poveri ed istruire adeguatamente i bambini. Il progetto del Monte presenta ventisette articoli che delineano la struttura organizzativa.
Con la popolazione in continuo aumento, ci fu la necessità di ultimare i borghi già sviluppati e costruirne di nuovi: furono perciò accordate numerose richieste di concessione dei terreni appartenenti ai conventi, al Capitolo o all'Università.
Nel 1643 fu presentato un altro memoriale al Papa per informarlo sugli abusi continui del vescovo di Oria. Successivamente, nel 1644 si ricorse nuovamente al Papa per denunciare l'editto emanato dal vescovo oritano che imponeva la tassazione al clero francavillese di 116 ducati annui per la costruzione del seminario (faccenda apparentemente chiusa nel 1582).

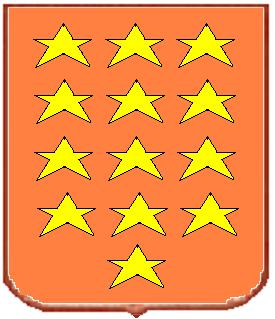
Stemma di Salazar

Michele Imperiali, diventato maggiorenne, ebbe il titolo di quarto marchese di Oria e assunse anche quello di primo principe di Francavilla. Per sviluppare degnamente il livello di civiltà e commercio nel feudo, chiamò da molte parti d'Italia operai e maestri affinché introducessero arti e mestieri.

### Le rivoluzioni antifeudali del 1646-1648
Nel frattempo, in tutto il Regno di Napoli crescevano le rivoluzioni contro le oppressioni feudali, che scoppiarono anche in molte città della Puglia come Ostuni, Massafra, Lecce, Nardò e Brindisi. A Francavilla, invece, Michelino riuscì a sedare ogni fermento rivoluzionario. Dichiarata nel Regno di Napoli la repubblica, nel 1648 scesero nelle province Francesco Salazar, conte di Vaglio, e Matteo Cristiano, capopopolo. Dopo essere stati a Matera, Altamura, Gravina e Castellaneta, si diressero verso Taranto. I nobili, per contrattaccare, scelsero Francavilla come piazza d'arme, sia perché il borgo era capace di ospitare l'esercito, sia perché era situato in un punto strategico. In breve tempo si radunarono 700 fanti e 300 cavalli da Massafra e Ostuni; il 10 febbraio 1648 nel castello di Francavilla si tenne un consiglio attraverso cui si decise di riconquistare prima Grottaglie e poi dirigersi verso Taranto. Come tante altre città, anche queste si arresero e verso metà giugno iniziarono le persecuzioni.

### Morte di Michele II e di Ambrogio Imperiali
Il 7 maggio 1651 la Spagna, sospettando che Genova avesse sostenuto i francesi in tutta la vicenda, emise l'ordine di sequestrare tutti i beni dei genovesi (cioè degli Imperiali) in Terra d'Otranto. Michele Imperiali, grazie anche all'aiuto di fra Giovanni Battista Brancaccio, marchese di Rinello, generale d'artiglieria e Baglivo da Santo Stefano in Puglia, a cui era stato dato l'ordine di recarsi ad Otranto per sorvegliare le coste contro possibili sbarchi e che, giunto in Terra d'Otranto stabilì il suo quartier generale proprio in Francavilla, dimostrò con varie prove la sua fedeltà alla Spagna, elencando tutti gli aiuti dati al Viceré durante le rivoluzioni passate. Il sequestro, quindi, fu sospeso e dimenticato.

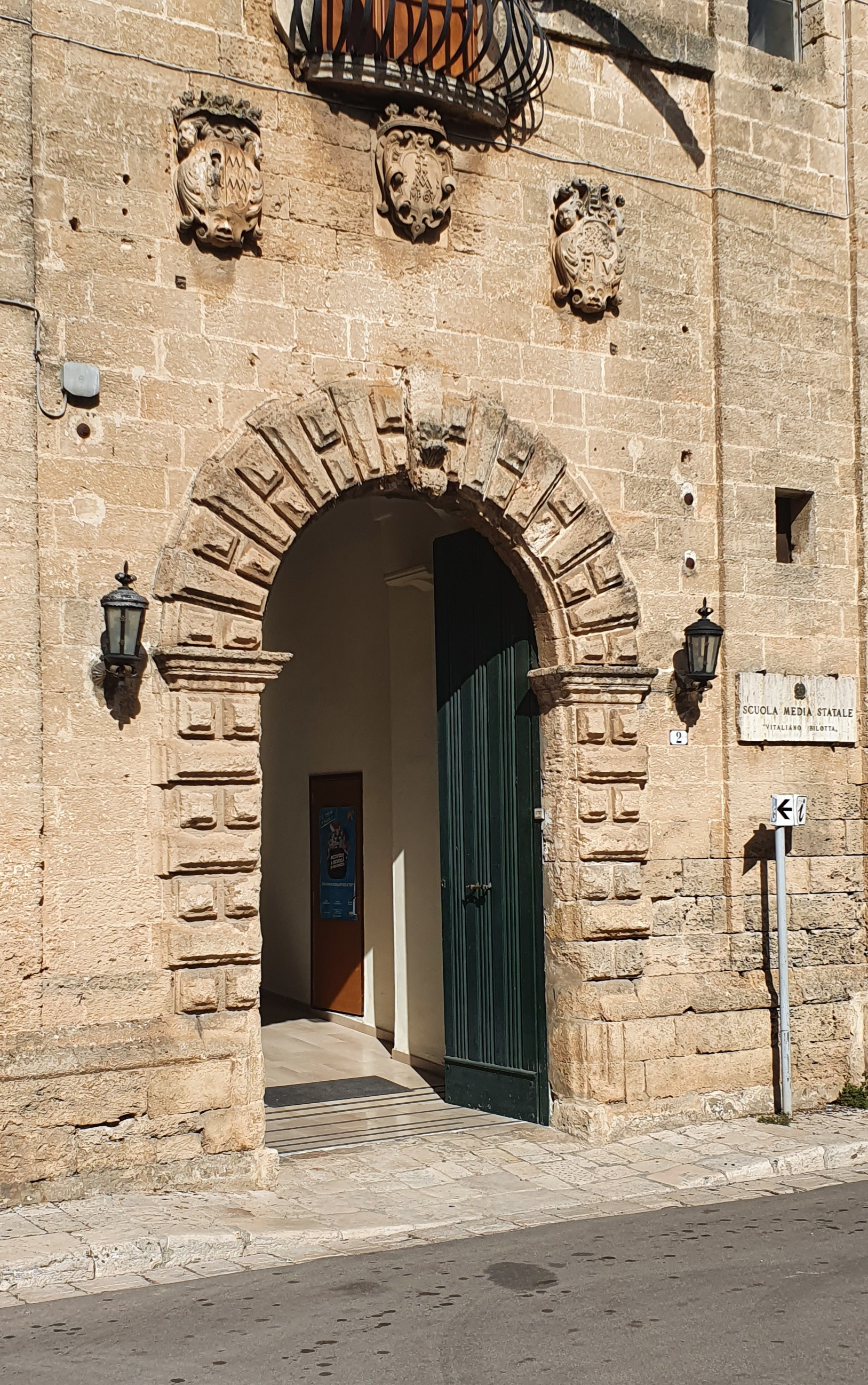
Portone d'ingresso dell'ex Real Collegio Ferdinandeo

Nel 1654 Michele sposò a Genova Brigida Grimaldi, dalla quale ebbe dodici figli. Il 6 dicembre 1664, a 41 anni, Michele Imperiali morì. A succedergli nel Principato fu Andrea, uno dei suoi figli, rimasto a Genova fino al 1677, dove sposò Pellina Grimaldi, sorella all'allora principe di Monaco. Dopo aver vissuto qualche anno a Napoli, andò ad abitare a Francavilla; qui versò gran parte delle sue ricchezze in opere di beneficenza, cercando di provvedere in modo particolare ai bambini affamati e alla loro istruzione. Colpito da una malattia, il 25 novembre 1678, dettò le sue volontà al notaio: tra queste, donò 2000 ducati per l'introduzione nella città dei Padri delle Scuole Pie, con l'obbligo di istruzione gratuita e di assistenza ai moribondi. Andrea Imperiali morì quello stesso giorno.
Il 26 novembre morì anche il fratello Ambrogio,
che si comportò allo stesso modo di Andrea: sentendosi in punto di morte, chiamò l'arciprete Domenico Fanelli e, alla presenza del cappuccino fra Domenico da Francavilla, dichiarò di donare cinquecento ducati perché potesse ogni anno maritare una zitella povera; aggiunse anche che qualora si fosse fondato in Francavilla un conservatorio di vergini o un rifugio di "donne pentite", quel denaro avrebbe dovuto essere utilizzato per tale istituzione.
Michele Imperiali, figlio di Andrea e Pellina, ereditò il principato. Nel 1696, a diciannove anni, sposò Irene Delfina di Simiana, appartenente ad una nobile famiglia di Torino.

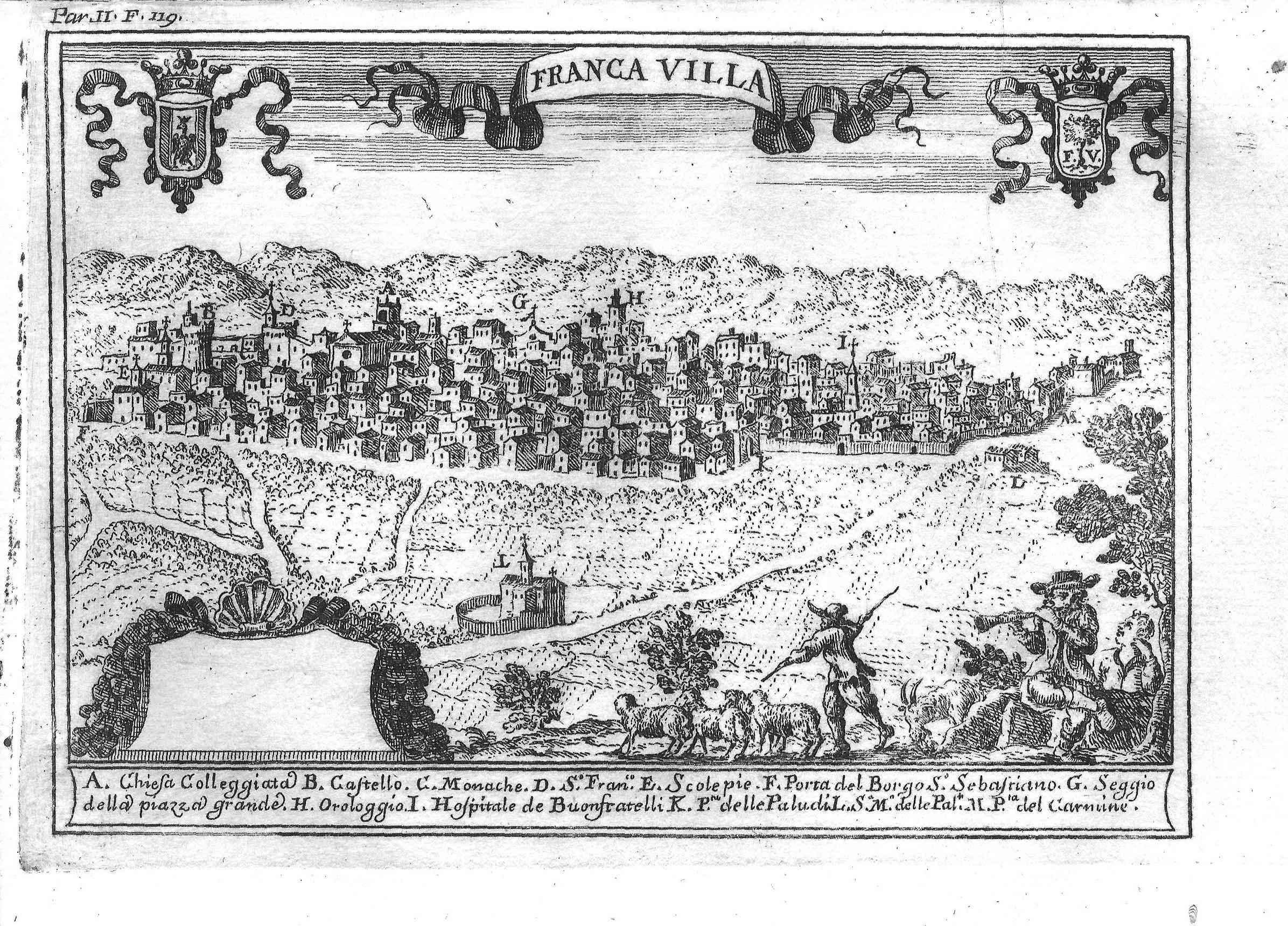
Disegno tratto da "Il Regno di Napoli in prospettiva" (1702) di Giovanni Battista Pacichelli

### Dalla trasformazione del castello a Michele Junior
Michele Imperiali, benché fosse stato accusato da alcuni oritani del furto di 700000 ducati e del sale delle saline di Avetrana, imprigionato e perseguitato politicamente, cercò di migliorare il suo feudo: tra le opere più grandi che commissionò figurano la costruzione del nuovo palazzo feudale di Manduria e la trasformazione, dal 1701 al 1730, di quello francavillese.
Le torri furono incorporate negli angoli del castello e nei sotterranei furono lasciate le prigioni, provviste di alcuni strumenti di tortura utilizzati dal principe stesso contro i suoi nemici. Costruì anche una cappella e, appena oltre il fossato, un teatro. Al di fuori della città ordinò la realizzazione del giardino delle delizie, ricco di alberi, piante, laghetti e alcuni cavalli. Era un amante dell'arte, delle lettere e delle antichità: nel castello fece riunire molti artisti e letterati e sistemò in una sala una grande libreria, raccogliendo anche i libri che il cardinale Giuseppe Renato Imperiali aveva donato alla città. Le pareti furono abbellite con quadri di pregevole fattura. Essendo anche un mecenate, Imperiali offrì favori e protezione ai maestri più rinomati.

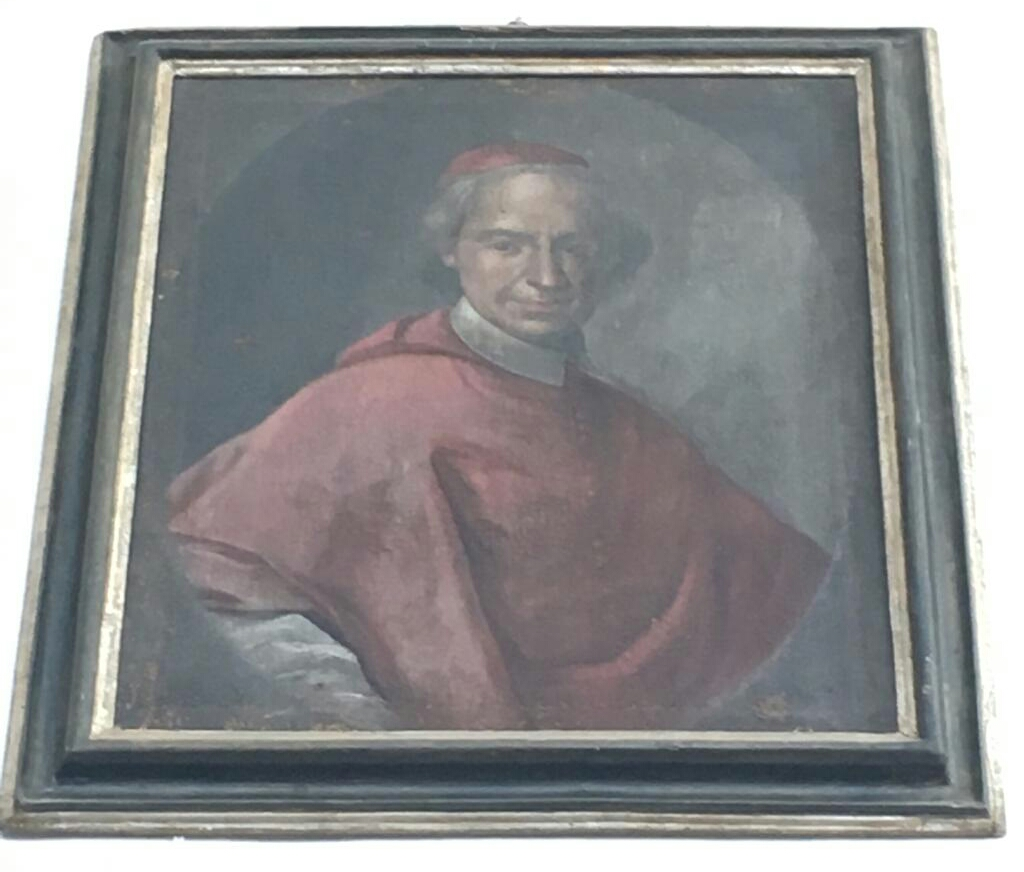
Ritratto di Giuseppe Renato Imperiali conservato nella chiesa madre

Il principe morì il 23 giugno 1738. Un anno dopo, secondo le sue volontà, fu trasportato a Francavilla; i funerali furono lunghi e sontuosi, alla fine dei quali fu deposto nell'allora chiesa dei Francescani.
Nello stesso mese il giovane nipote Michele Imperiali, essendo già morto il padre Andrea, figlio di Michele III, assunse per successione i titoli del predecessore omonimo. A novembre Michele IV si recò a Francavilla, dove rimase per parecchi mesi; nel 1739 si recò a Napoli dove, nel 1740, sposò Eleonora Borghese; successivamente si spostò a Torino e infine tornò a Francavilla. Al suo rientro, come primo atto di governo, diminuì tutte le imposizioni di un terzo. Anche lui apportò notevoli miglioramenti alla Terra: nel 1739 fece isolare completamente il castello e fece demolire archi e colonne che sostenevano un pergolato sul portone d'ingresso; nel 1740 spiantò gli alberi dell'Amendolito per creare un bosco; nel 1742 migliorò la Peschiera e la piazza.

### Il terremoto del 1743
Il 20 febbraio 1743, di notte, un terremoto del IX grado della scala Mercalli colpì duramente la città, distruggendola in parte e causando 11 vittime. La notte stessa la principessa Eleonora Borghese prestò assieme alle sue dame i primi soccorsi alla popolazione. Con la luce del sole, le cronache descrissero uno spettacolo desolante: quasi tutte le chiese erano parzialmente crollate, molte case erano totalmente distrutte; la gente non lavorò fino all'undici marzo. Durante quei giorni il sindaco Giuseppe Lupoli aprì le fogge che contenevano le riserve alimentari e offrì gran parte del suo denaro. Alcune settimane dopo, l'intera popolazione iniziò la ricostruzione della città; gli Imperiali offrirono quasi la metà del loro patrimonio per aiutare l'opera di ricostruzione e gli ufficiali dell'Università rinunciarono al loro stipendio. In molti casi si preferì abbattere ciò che restava dell'edificio e ricostruire seguendo anche lo stile dell'epoca: ciò avvenne per quasi tutte le chiese cittadine. Il 15 agosto 1743 fu posata da Michele Imperiali e sua moglie la prima pietra della nuova chiesa madre che, avendo subito grossi danni, fu abbattuta e ricostruita. Come gesto simbolico, il mattone venne forato nel suo centro, in cui poi fu inserita una cassetta di piombo contenente una moneta di Benedetto XII, una medaglia della Madonna della Fontana e un vaso d'olio.

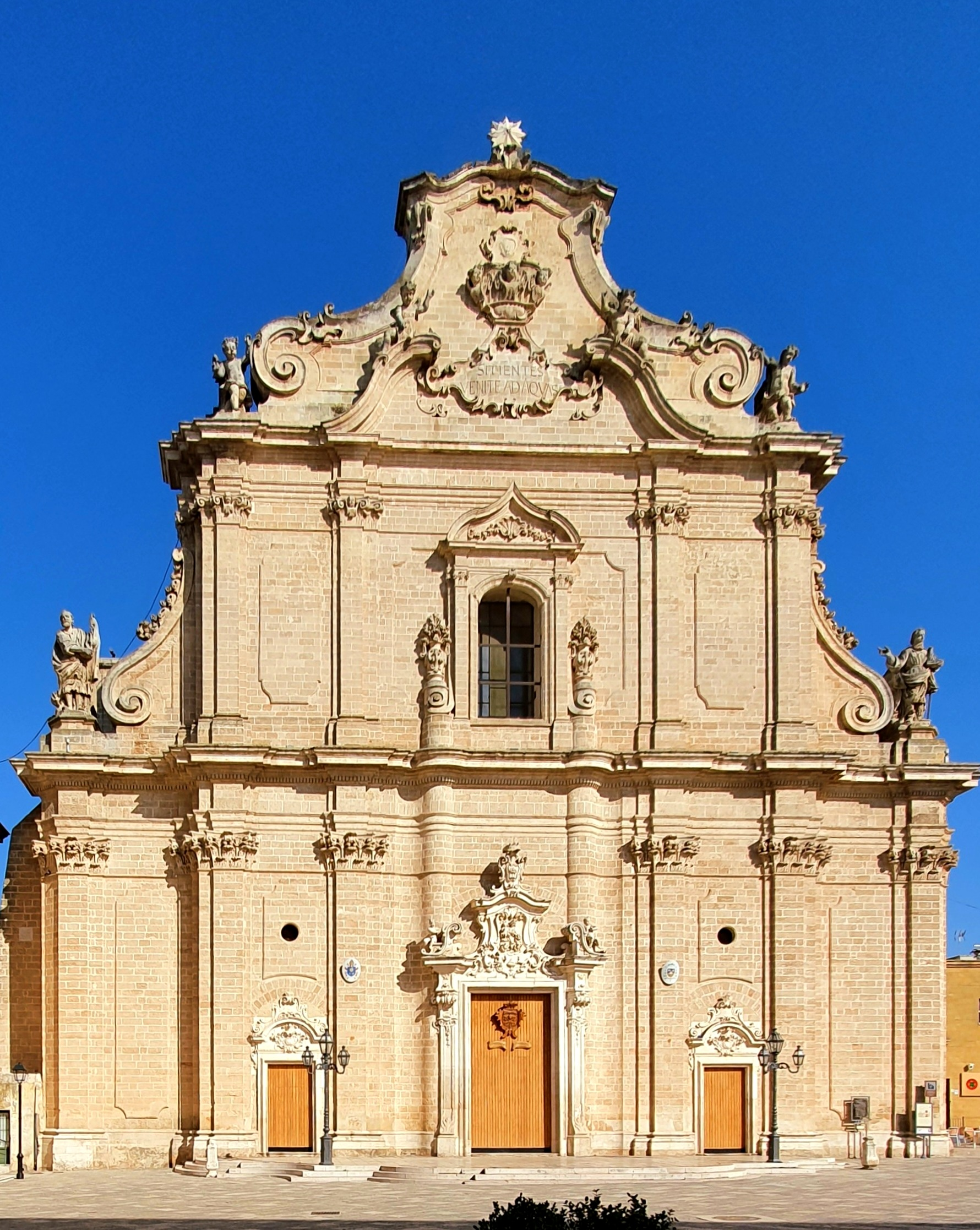
L'aspetto barocco della nuova chiesa costruita dopo il terremoto del 1743

Secondo alcuni storici, dopo il 1743, il principe Imperiali non tornò più a Francavilla.

### La carestia del 1753
Nel 1753 da Roma e Napoli arrivò la notizia di una carestia imminente. In quell'anno era stato fatto sindaco Onorio Forleo, che aveva deciso di riempire l'intero Foggiaro con riserve e derrate alimentari. Nel 1764, come previsto, si entrò nel periodo più duro a causa della carestia, ma a Francavilla il cibo non mancò mai del tutto né si vendette a prezzi elevati.
Nei mercati subirono aumenti considerevoli il grano, le fave, l'avena e l'orzo; ceci e fagioli mancarono del tutto. Il sindaco, di notte, fece sorvegliare tutte le porte dalle guardie per evitare che si vendesse il pane a forestieri. Alcuni giorni dopo i contadini entrarono in sciopero e iniziarono a chiedere l'elemosina; mercanti napoletani vennero a Francavilla e Manduria comprando migliaia di botti piene di vino che spedivano via mare nella loro città, e per arginare questo fenomeno, che avrebbe impoverito maggiormente la città di viveri, e per evitare rivolte popolari, il sindaco francavillese Onorio Forleo ordinò che si vendesse il pane in sole quattro botteghe, vigilate da soldati. Nel 1764 Forleo fu succeduto da Giovanni Felice Basile.

### Caduta del fulmine

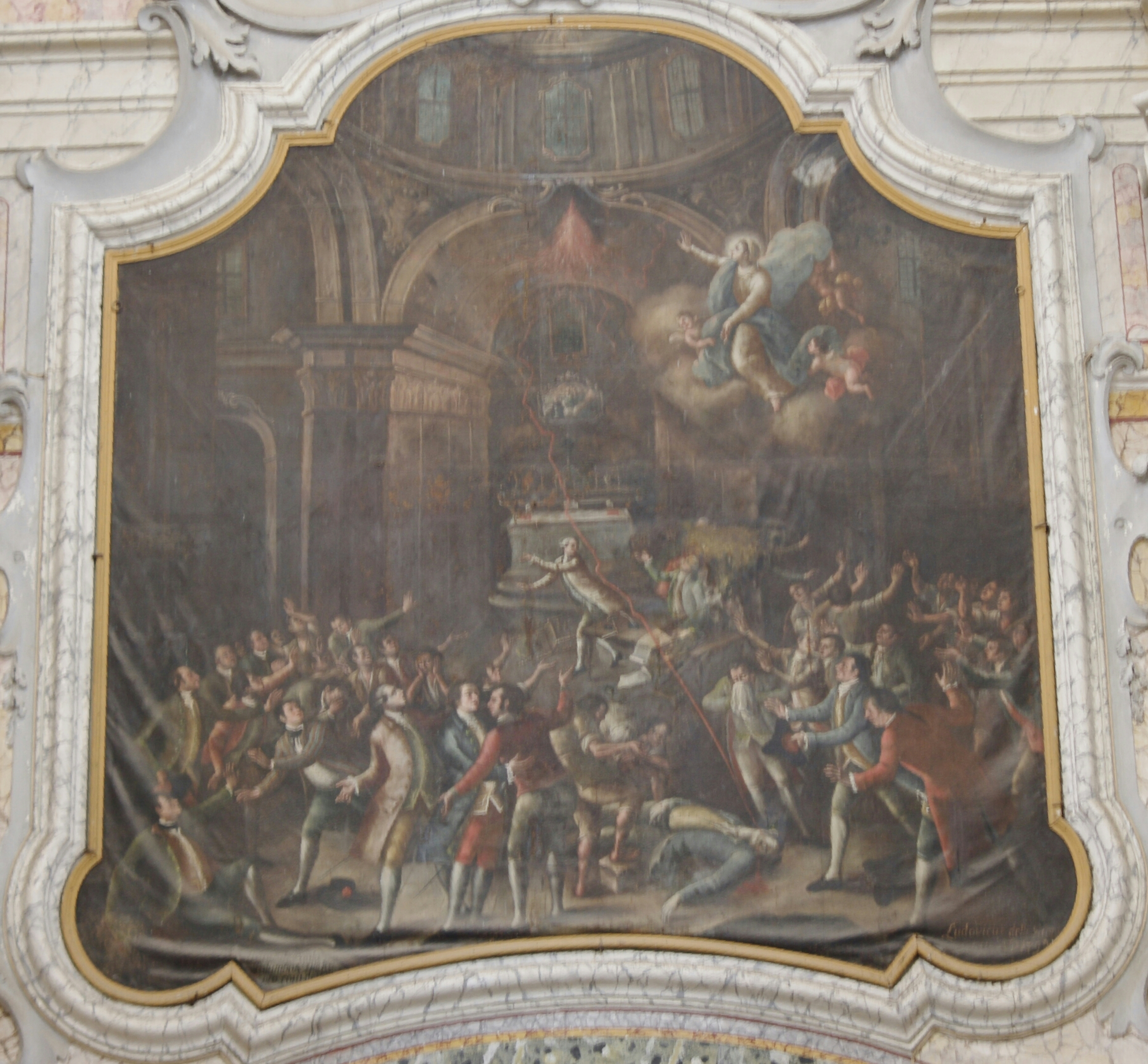
Dipinto di Ludovico Delli Guanti raffigurante la caduta del fulmine su Candita e situato nella Chiesa Madre (1799)

Nel 1777 fu fatto sindaco Rocco Clavica sostenuto dai signorotti, che andò ad arricchirli dilapidando l'erario di Francavilla, al punto che dovette intervenire la Regia Camera di Napoli. Per evitare di rendere conto delle proprie ruberie riuscì a sabotare tre consigli, detti Università, che si tenevano nella Chiesa Madre, finché non si decise di eleggere tre razionali (funzionari atti alla rendicontazione) per il 28 marzo 1779. Le intenzioni di Clavica, quindi, erano di far eleggere un solo razionale, con più precisione Giuseppe Gatti, per falsificare i conti. Così la sera di domenica 28 marzo si presentò con una folla di gentiluomini a suo favore per cercare di convincere a votare un solo razionale. Il Consiglio divenne presto burrascoso, pieno di insulti, accuse, bestemmie, mentre al di fuori della chiesa si trovava il popolo affamato, misto ad altri partitanti di Clavica. Quando le volgarità iniziavano a piegare la volontà anche dei votanti più onesti, si aprì il cielo, che lasciò cadere due fulmini. Il primo trapassò la cupola e andò a colpire uno dei più giovani e turbolenti della fazione di Clavica, di nome Candita, e il secondo girò vorticosamente attorno alla Chiesa Madre prendendo la mano destra di dodici della stessa fazione. Successivamente il Consiglio fu sciolto per via delle minacce di rimuovere i votanti dai loro impieghi se non avessero votato Giuseppe Gatti e alcuni giorni dopo Rocco Clavica venne estromesso dai pubblici uffici.

### La fine del dominio degli Imperiali
Passata la carestia, l'ultimo principe di Francavilla morì il 10 febbraio 1782. Non avendo avuto figli, dichiarò suo erede universale il marchese di Latiano, suo parente; non avendo avuto alcun erede naturale, il Regio Fisco iniziò il processo di devoluzione del feudo, annotando e sequestrando tutti i beni e i possedimenti del principe; il marchese di Latiano, però, in qualità di erede, fece opposizione: si aprì un processo e, nel 1785 si stabilì che tutti i beni degli Imperiali sarebbero passati al Fisco, pagando a Vincenzo Imperiali, marchese di Latiano, 375000 ducati (15000 ducati all'anno). Così al marchese andarono i gioielli, gli argenti, la libreria, l'attrezzatura del teatro, i mobili, la villa del Granatello e il titolo di marchese di Oria e principe di Francavilla.
Durante i 207 anni di governo degli Imperiali la città si era notevolmente ingrandita, i quartieri e le strade erano diventati regolari; inoltre le condizioni del popolo ed il livello di cultura erano notevolmente migliorate.

### La peste del 1783 e l'invasione dei bruchi
Nel 1783 nel Regno di Napoli giunse la peste; ad ottobre le autorità francavillesi proibirono l'introduzione in città di legno proveniente dalla Corsica e, in seguito, anche quello provenienti dalla Dalmazia, da Ragusa e da Castelnuovo. Il 28 aprile 1784 il pericolo sembrò scampato, ma a maggio fu nuovamente proibita l'importazione della legna. Negli stessi anni della peste ci fu una straordinaria invasione di bruchi (già presenti in provincia da secoli ma mai eliminati completamente), che in breve tempo si moltiplicarono e coprirono quasi interamente i campi; a maggio del 1784, non sapendo come fronteggiare tale attacco, si organizzò una processione dalla città alla cappella di San Vito, ma non si ottenne il miracolo sperato. Così, a Lecce, si chiese come comportarsi, e in seguito furono mandate persone in varie contrade francavillesi, che avevano il compito di raccogliere i bruchi in grandi teli o di sotterrarli, ma anche questa operazione non portò alcun risultato. Intanto, verso la fine di maggio, i bruchi si erano spinti anche all'interno della città, in cui si chiusero i pozzi. La popolazione, usando tutti i mezzi per raccoglierli, li rigettava nelle contrade o fuori le mura: si continuò in questo modo fino alla fine del 1784. Successivamente, nel 1785 e 1786, furono date istruzioni chiare ed efficaci su come eliminarli.

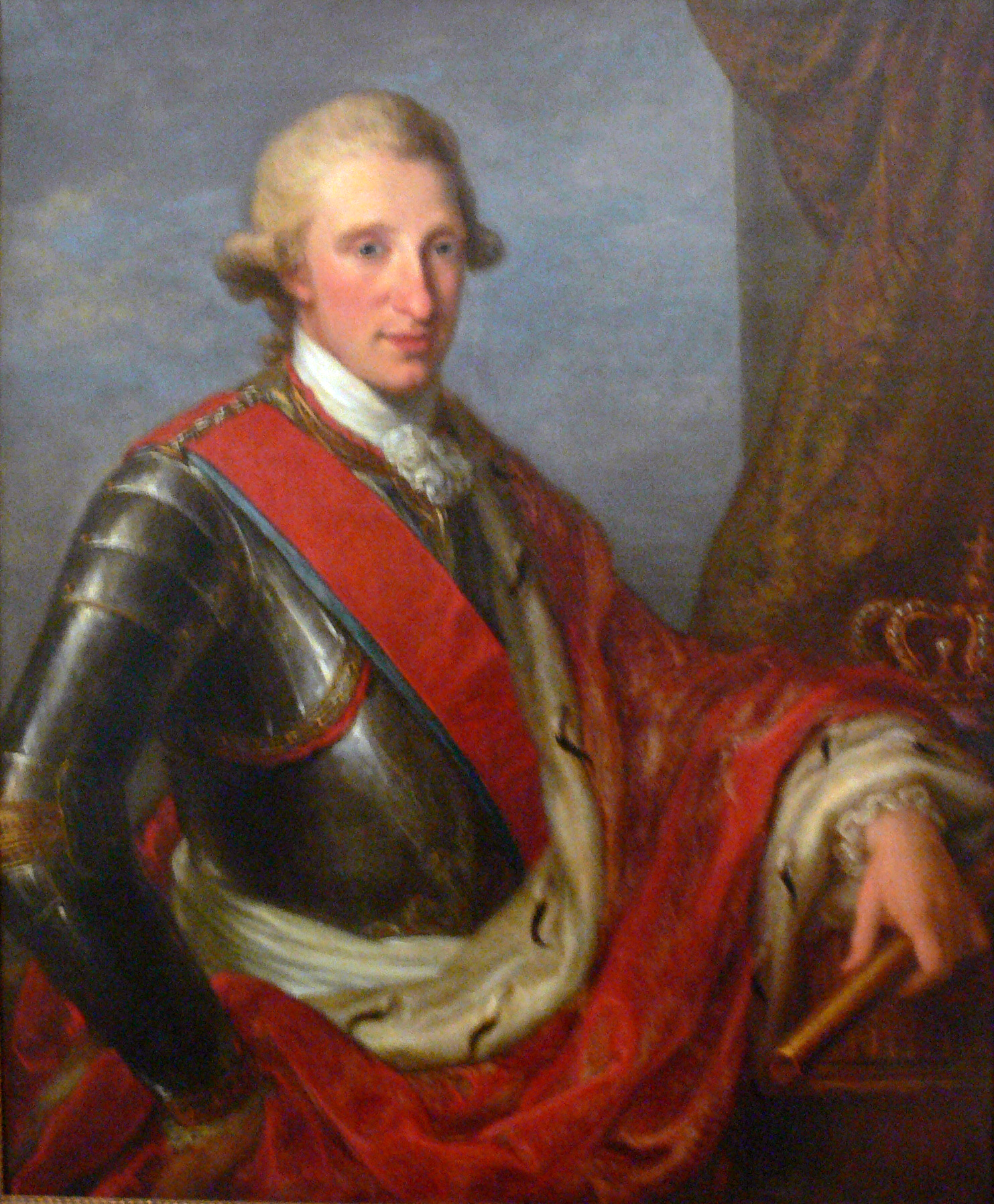
Ritratto di Ferdinando I delle Due Sicilie, che dichiarò la Terra di Francavilla "Città"

### Dalla elevazione a città alle rivoluzioni contro i Borbone
Il 19 aprile del 1788 re Ferdinando I delle Due Sicilie dichiarò la Terra di Francavilla Città e nel 1797 il Governo permise alla nuova cittadina di apporre i tre gigli dell'impresa Reale sulle porte della città.
Gli effetti della Rivoluzione francese e le idee libertarie provocarono una vera e propria frattura nel tessuto sociale della città che vide numerose manifestazioni, scioperi e scontri. L'11 febbraio 1799, per protesta, moltissimi contadini e operai non andarono a lavorare; in piazza Giovanni Francesco del Re Lettore delle Scuole Pie predicò, già dal primo mattino e fino a tarda sera, per la libertà e la repubblica, definendola un'istituzione voluta da Dio. Nel frattempo i Sanfedisti preparavano coccarde borboniche e armi, sebbene il capo delle guardie avesse dichiarato alla popolazione che non ci sarebbero stati scontri. All'alba del 12 febbraio i sanfedisti uscirono per le strade con coccarde rosse, fucili e sciabole e giunsero in piazza, dove era stato affisso l'Albero della Libertà, issato dal giacobino Nicola Semeraro qualche giorno prima. Il capo delle guardie ordinò lo sgombero della piazza, ma proprio in quel momento partì una fucilata, che, urtando la cinta, gli colpì il braccio senza ucciderlo. Questo fu l'inizio della rivolta: Scazzeri, il capo delle guardie, si dovette rifugiare in una bottega, mentre in piazza i sanfedisti si scontravano contro i repubblicani. Improvvisamente gli scontri si spostarono dalla piazza e si diffusero in tutto il paese.
Poco tempo dopo i Sanfedisti trovarono Nicola Semeraro, che, caduto dal tetto dell'abitazione per fuggire, si era spezzato una gamba e lussato la spalla; non potendo muoversi, fu accoltellato ed esposto in piazza fino a sera. Vista la situazione critica, il sindaco e gli uomini dell'Università si riunirono nella Regia Corte, decidendo infine di far sorvegliare la città durante tutta la notte da una squadra composta da dodici soldati armati, poi aumentati a quaranta. Quel giorno, negli scontri, morirono quattro persone.

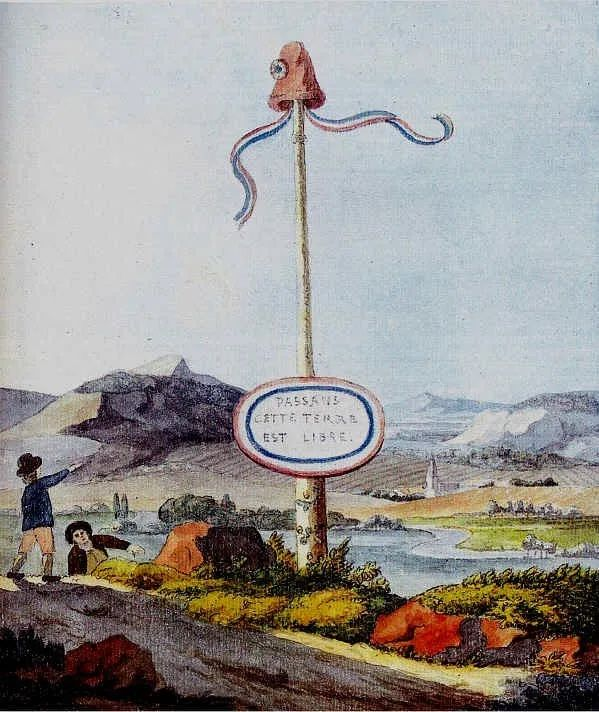
Un esempio di Albero della Libertà

### La controffensiva dell'esercito borbonico
Il 13 febbraio si organizzò una processione con la statua della Madonna. Al ritorno in chiesa il prete Vito Nicola Alemanni, con una coccarda rossa sul petto, gridò dal pulpito la sua fedeltà al re e affermò che, grazie ad un miracolo della Madonna, Francavilla non era stata saccheggiata dai giacobini, raccomandando poi la calma e l'osservanza delle leggi. In tutta la città, deserta di giacobini, la popolazione cercava di organizzarsi per girare nelle contrade e assalire le masserie dove si rifugiavano i repubblicani, anche se fu bloccata dai soldati, che intimarono di sparare a vista. Nello stesso giorno il giudice De Vincentiis inviò una lettera a Brindisi per accertarsi dell'arrivo del principe ereditario e, dopo aver ricevuto una risposta affermativa, si mise subito a capo dei Sanfedisti. Nel frattempo la città era al completo sbaraglio: l'Università si faceva manipolare dai gridatori e, preparandosi contro i Francesi, fece arrivare due cannoni posti in piazza. Il 24 febbraio arrivarono gli Incaricati borbonici, accolti da una folla festante e da numerosi arazzi e trofei appesi sui monumenti della città.
Subito fu presentato il piano di difesa della città, che prevedeva la formazione di una squadra di quarantacinque soldati di giorno e di notte, incaricati di sorvegliare la città, le porte, la piazza, le carceri e fino ad un miglio fuori dall'abitato.
Poco tempo dopo, ritornata la calma, vennero riaperti negozi e botteghe e si organizzarono processioni per le vie della città. L'accoglienza festosa e la posizione centrale della città fecero di Francavilla il quartier generale del contrattacco borbonico; furono pertanto portati altri cannoni e chiesti ai governatori punti di difesa.
Per preparare l'invasione del barese, il 25 marzo dello stesso anno i comandanti del contrattacco borbonico tornarono a Francavilla, dove furono nuovamente accolti festosamente. La città si dimostrò molto fedele; diede infatti fucili, soldati, carri, corrieri, vesti e operai; i cannoni furono trasportati a Taranto, a Martina Franca e a Matera.
Quando anche Napoli fu presa, i monumenti francavillesi furono addobbati con lucerne, lampioncini con festoni e con ritratti dei sovrani. Successivamente, Il 30 giugno, si fece una lunga processione con la statua della Madonna, seguita anche dai maggiori esponenti politici cittadini; si prepararono inoltre 2000 mortaretti e un cannone.

## Età contemporanea

### L'occupazione francese

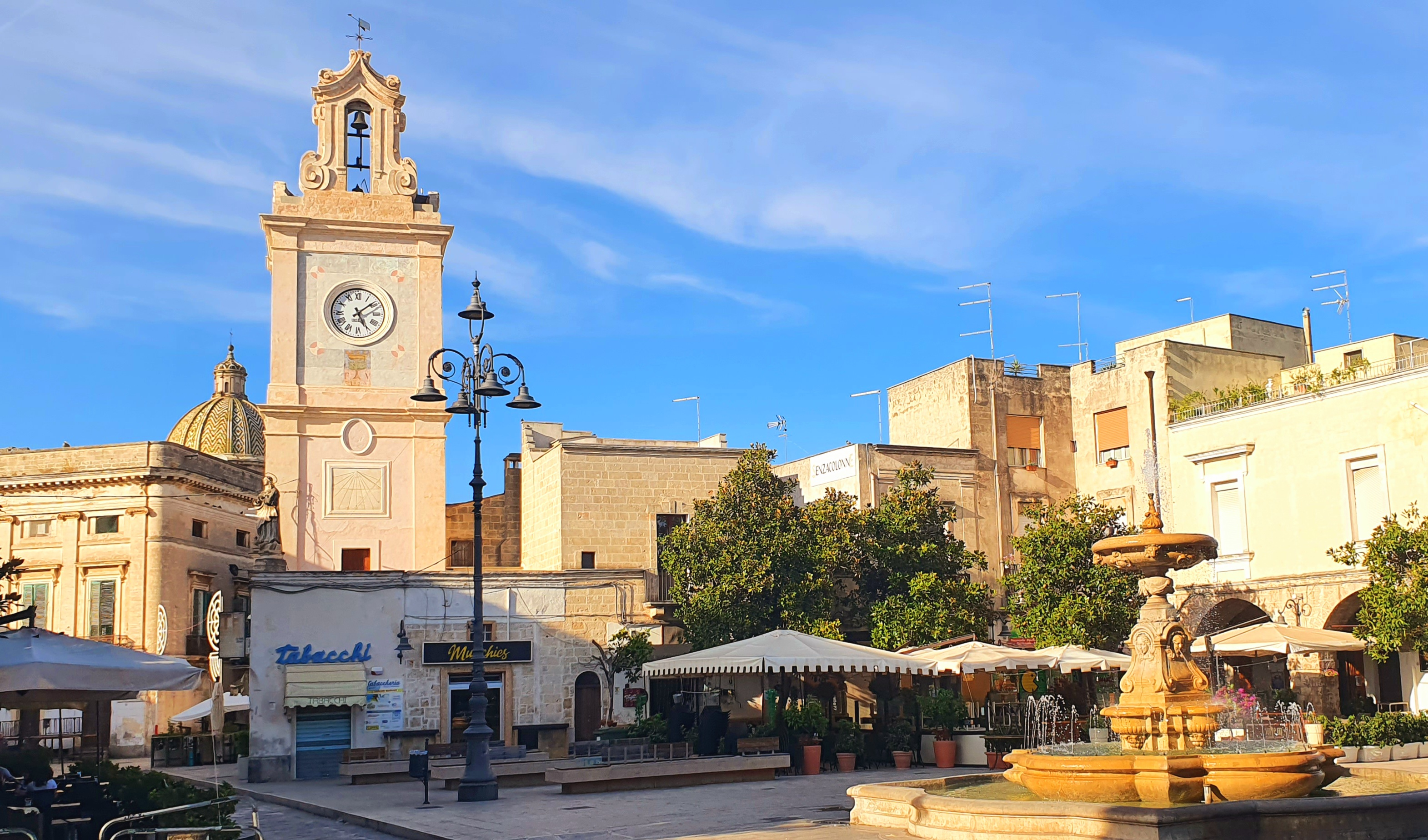
Piazza Umberto I, teatro di numerosi scontri

I Borbone, temendo l'entrata dei francesi nel Regno di Napoli, si affrettarono a stipulare con i transalpini l'armistizio di Foligno, il 18 febbraio 1801, che, un mese dopo, a Firenze, fu trasformato in pace definitiva.
In un articolo segreto del trattato i Borboni si impegnavano ad accogliere sul litorale adriatico, a Otranto, a Brindisi e a Taranto un corpo di quindicimila francesi, fino alla pace con l'Inghilterra, pagando 120000 ducati al mese.
Così Gouvion de Saint Cyr occupò Terra d'Otranto, stanziando a Brindisi tre battaglioni guidati da Miguel e tra Taranto e Francavilla l'ufficiale comandante Roth. L'Università francavillese accolse i francesi festante e offrì come segno di gradimento 326 ducati. Anche in questa circostanza la città diventò centro di soldatesche poiché, sotto il pretesto che gli inglesi non avevano ancora lasciato Malta, il 23 marzo 1802 Giuseppe Bonaparte ordinò che Saint Cyr rioccupasse Napoli, ponendo le guarnigioni a Pescara, Otranto, Brindisi e Taranto a spese di Ferdinando; in questo modo l'Università inviò soldi, letti e vetture ad Ostuni e Lecce.

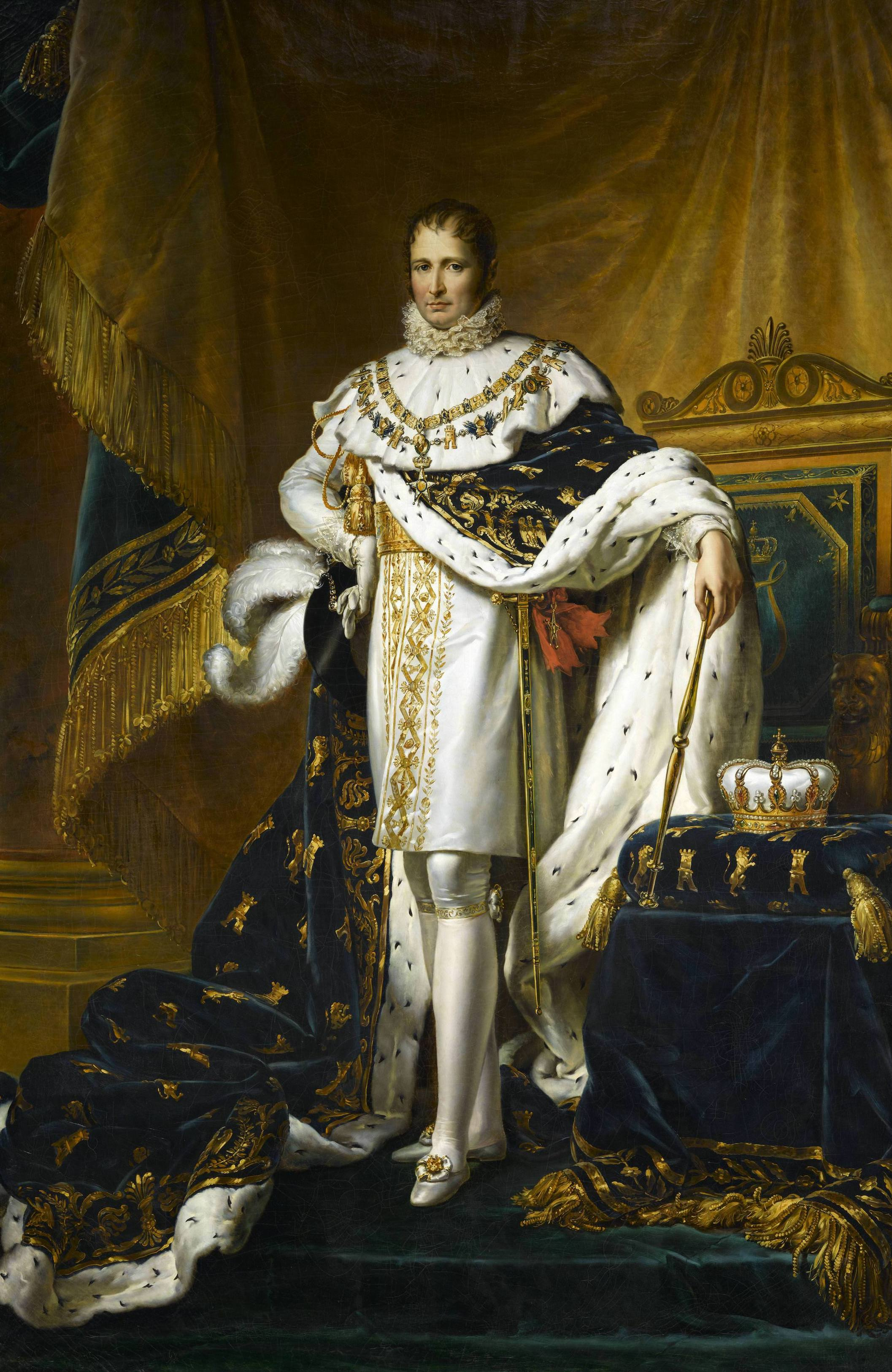
Ritratto di Giuseppe Bonaparte

Nel 1803 fu messa in dubbio la fedeltà dell'Università, esponente di una popolazione largamente sanfedista. Per tale ragione, dovette inviare a Napoli documenti che testimoniavano tutti i pagamenti e le feste fatte in onore della Real Corona. Nello stesso anno, però, i rapporti tra Francia e Regno di Napoli si stavano indebolendo sensibilmente, fino a quando, nel 1805, Napoleone Bonaparte vinse ad Austerlitz e costrinse Ferdinando IV alla fuga in Sicilia.
Il 15 febbraio 1806 Giuseppe Bonaparte, fratello di Napoleone, entrò nel palazzo reale e si pensò di inviare truppe in tutto il regno per assicurare il nuovo ordine di cose: a luglio duecento granatieri passarono da Taranto; da Francavilla Marcello Scazzeri e Achille Del Prete andarono ad ossequiare il comandante, il quale tuttavia li accolse freddamente, finché Scazzeri mostrò la ferita al braccio procurata da un'arma sanfedista. Alla luce di ciò Scazzeri fu nominato generale dei Legionari e Del Prete capitano.

### Il tentativo di sacco a Francavilla
Una notte d'aprile del 1809 un gruppo di oritani, spinti dall'odio nei confronti dei francavillesi, progettarono di fare un sacco a Francavilla. Il piano fu sventato da un benestante di Oria, che, volendo evitare un eccidio, scappò da Oria ed entrò a Francavilla per avvertire i soldati: fermato da un guardiano, il cittadino oritano raccontò tutto del progetto di sacco e la guardia, spaventata, corse dall'ufficiale, che la sera prima era arrivato con cinquanta soldati francesi a cavallo. Sentendo dei tumulti provenienti dalla strada che conduceva ad Oria, l'ufficiale ordinò che si aprisse la porta del Carmine e che la guardia cittadina rimanesse dentro la città. In questo modo i rivoltosi corsero verso le porte aperte ma furono sorpresi dalla cavalleria: gli invasori indietreggiarono sparando e furono seguiti a lungo; la maggior parte di essi fu uccisa. Due mesi dopo colui che aveva organizzato il tentativo di sacco della città fu imprigionato a Francavilla e trasportato nel castello di Taranto per essere interrogato. Dopo aver rivelato i nomi dei complici, sotto gli ordini del generale Manhès, furono arrestate ed uccise molte persone in varie città vicine. Ad Oria, per esempio, in un solo giorno furono impiccate ventuno persone.

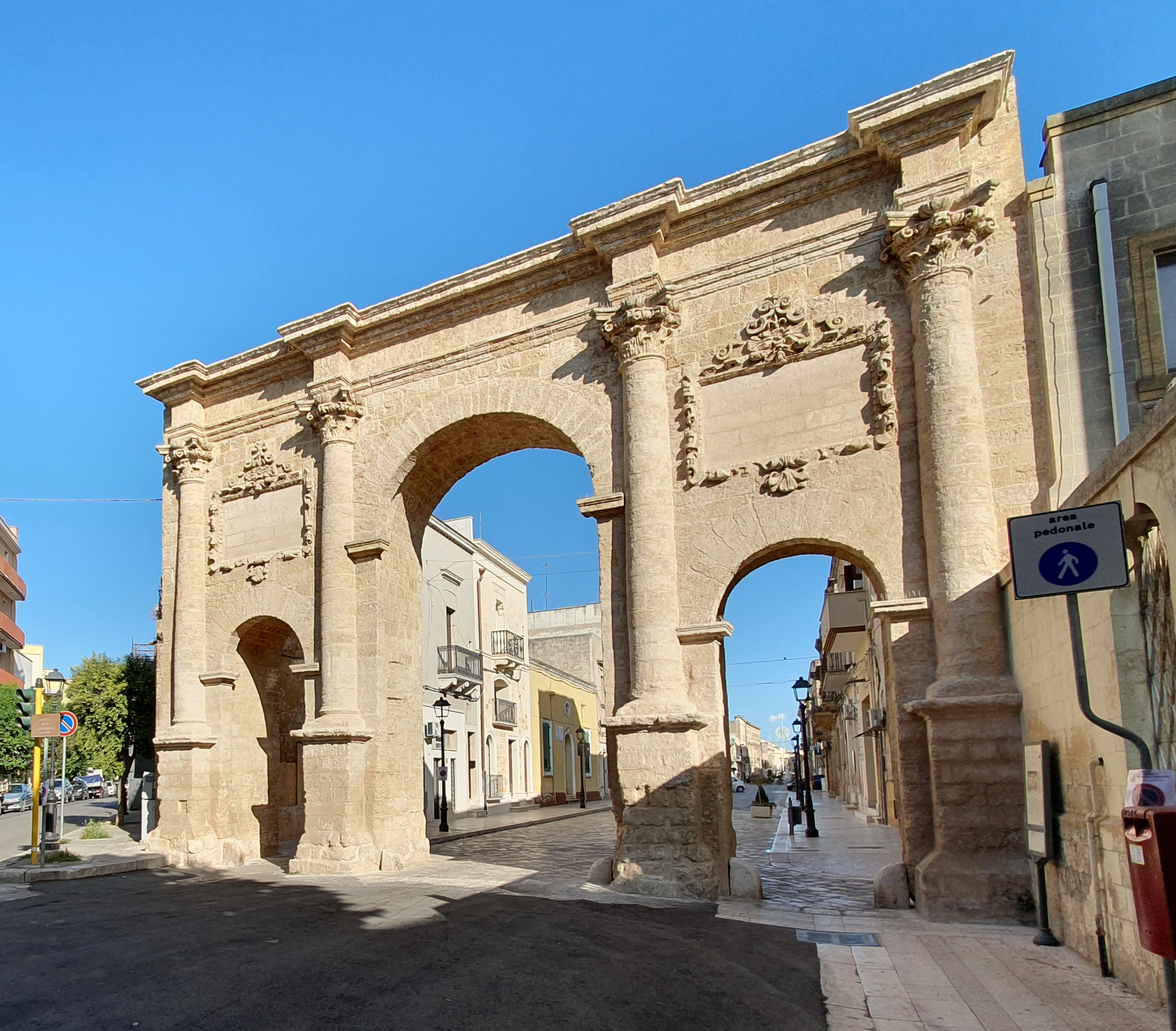
Porta del Carmine

### La Massoneria e il brigantaggio
Nel 1816 Francavilla, data la sua importanza in Terra d'Otranto (è la quarta città della circoscrizione in ordine di popolosità) fu elevata a capoluogo di circondario, all'interno del distretto di Brindisi.
In questi anni la Massoneria fu ben rappresentata: alla prima "vendita" Carbonara Nuova Rudiae fece seguito la Villafranca e nel loro seno varie sette tra cui ebbero importanza quelle dei Calderari e dei Decisi, questi ultimi che spadroneggiavano su Francavilla. Intanto il Regno delle Due Sicilie, non potendo tollerare questa situazione, si organizzò per eliminare tutte le sette: Riccardo Church, da poco nominato Maggior Generale, nel 1817 partì da Napoli e andò a Barletta per contrastare i Vardarelli. Dopo aver viaggiato in molte altre zone pugliesi, il 25 ottobre giunse anche a Francavilla. Nello stesso momento, anche le sette si stavano organizzando. Ciro Annichiarico, uno dei maggiori esponenti locali del brigantaggio, cercò di riunire tutte le sette in modo da poter opporre maggiore resistenza all'esercito; in breve tempo riuscì a trovare denaro, armi, uomini e cavalli. Ai primi di gennaio del 1818 le setta dei Decisi diede incarico ad Annicchiarico di uccidere Church. Il brigante, raccogliendo in San Marzano di San Giuseppe tutti i suoi seguaci, studiò come uscire dal triangolo Francavilla-Grottaglie-San Marzano; ma Church fu informato del piano e mandò dei soldati ad attaccare il borgo. Dopo un'aspra battaglia, molti briganti furono uccisi, altri condotti a Francavilla, ma Don Ciro era riuscito a scappare. Il 27 gennaio Church, dopo essere stato informato su un'ennesima riunione dei Decisi a Grottaglie quella notte, mandò dei soldati. I settari vennero tutti legati e gli oggetti trovati in quella casa mandati a Francavilla.
Dopo aver lanciato un ultimatum di cinque giorni entro cui gli abitanti di San Marzano e Grottaglie avrebbero dovuto consegnare il brigante ed alla fine del quale, senza risposte, avrebbe distrutto tutte le case, si scoprì che Annicchiarico si era rifugiato presso la torre di Scasserba. Dopo un lungo assedio, i briganti si arresero e furono catturati dai soldati.
Ciro Annicchiarico, subito dopo l'arresto, fu condotto a Francavilla. La commissione militare, posta a Francavilla, deliberò la fucilazione del capo dei briganti. L'8 febbraio Ciro Annicchiarico fu condotto in piazza e fucilato. In seguito fu decapitato e la testa, chiusa in una gabbia, venne appesa sulla torre dell'orologio, in piazza. Durante il corso dell'anno, complessivamente, furono sottoposte a processo ben 227 persone, molte delle quali furono fucilate. Tempo dopo, un esponente del governo mandato dal re, dopo aver discusso con i rappresentanti della città, deliberò che Church andasse via da Francavilla e prendesse posizione a Lecce.

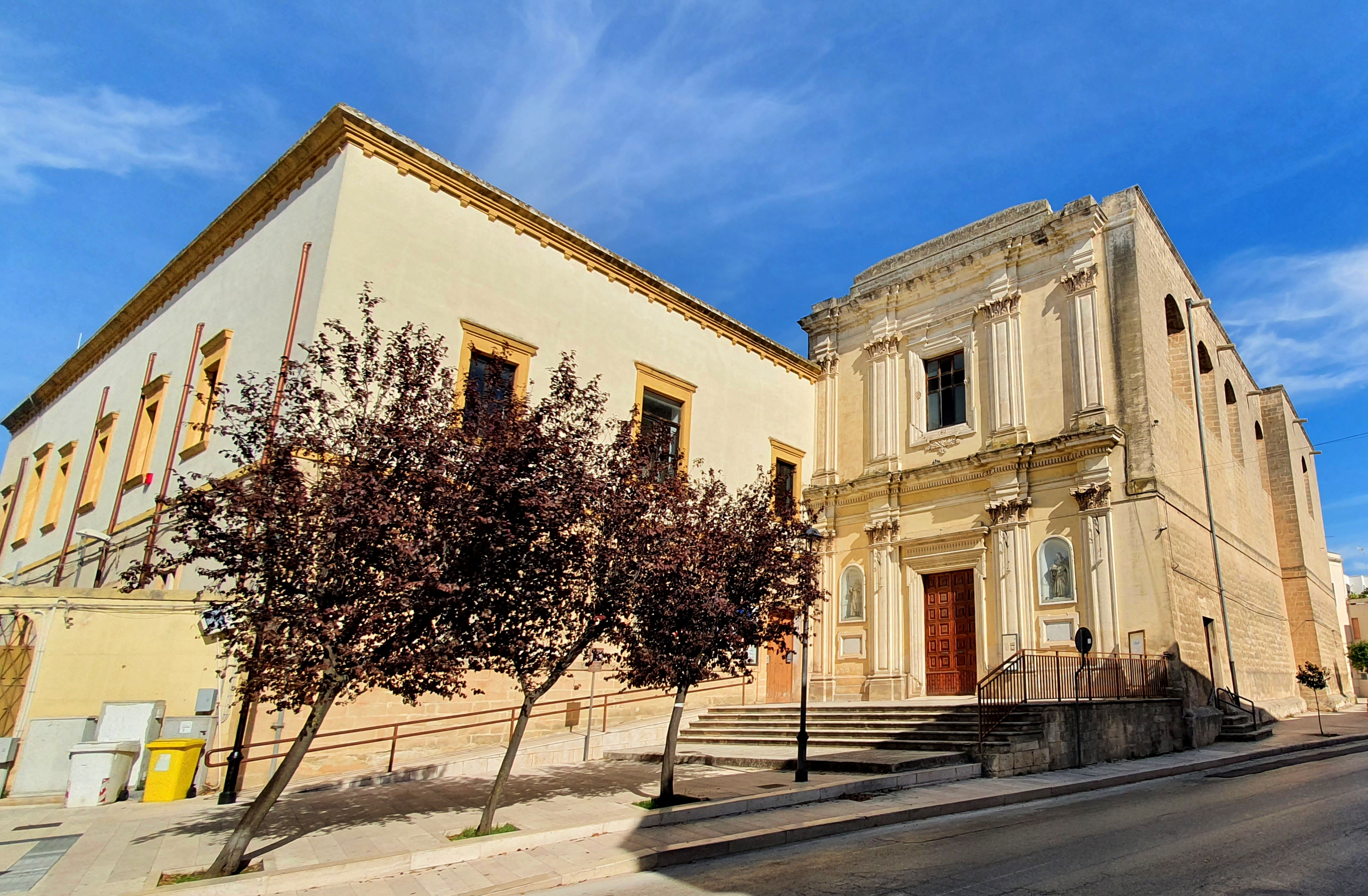
Chiesa ed ex-convento dei Carmelitani

### La chiusura dei conventi e il progetto per il cimitero comunale
Poco dopo l'emanazione delle nuove leggi sulla soppressione dei conventi e l'abolizione della feudalità, a Francavilla furono chiusi i Conventi del Carmine, delle Scuole Pie, di San Biagio e dei Francescani Neri, tutte istituzioni molto ricche e popolari. Ma nel 1818 fu stipulato un contratto con la chiesa in cui ci si impegnava a riordinare le Diocesi, si ratificavano le vendite dei beni ecclesiastici e si ristabilirono anche i Conventi; pertanto, quasi tutti i conventi soppressi in precedenza furono rioccupati dagli ordini religiosi. In questo periodo a Francavilla giunsero anche dei Padri Liguorini, già arrivati nel 1718 e nel 1793.
Nel 1821 il castello ritornò di proprietà del Comune, fino ad allora occupato dal Governatore, dai gendarmi e da alcune botteghe. Nello stesso tempo fu emanata una legge che obbligò tutti i comuni a costruire un cimitero fuori dalla città; la cosa non fu vista bene dalla popolazione, che la considerava una profanazione. Ma, dopo molte vane resistenze, il sindaco francavillese commissionò il progetto.

### Il colera del 1836 e l'avvio delle opere pubbliche
Nel 1836 arrivò il colera, all'inizio non riconosciuto e scambiato con peste o febbre alta; a Francavilla si mise un cordone sanitario e si chiusero tutte le uscite dalla città. La media di decessi durante il picco massimo dell'epidemia fu di 20-25 persone al giorno. Le chiese furono riempite di cadaveri e la festa della Madonna della Fontana si celebrò ad ottobre. A causa dell'alto numero di morti si decise di trasferire tutti i cadaveri nel nuovo cimitero e lasciare in chiesa solo gli appartenenti alle famiglie ricche, scatenando l'ira della popolazione.

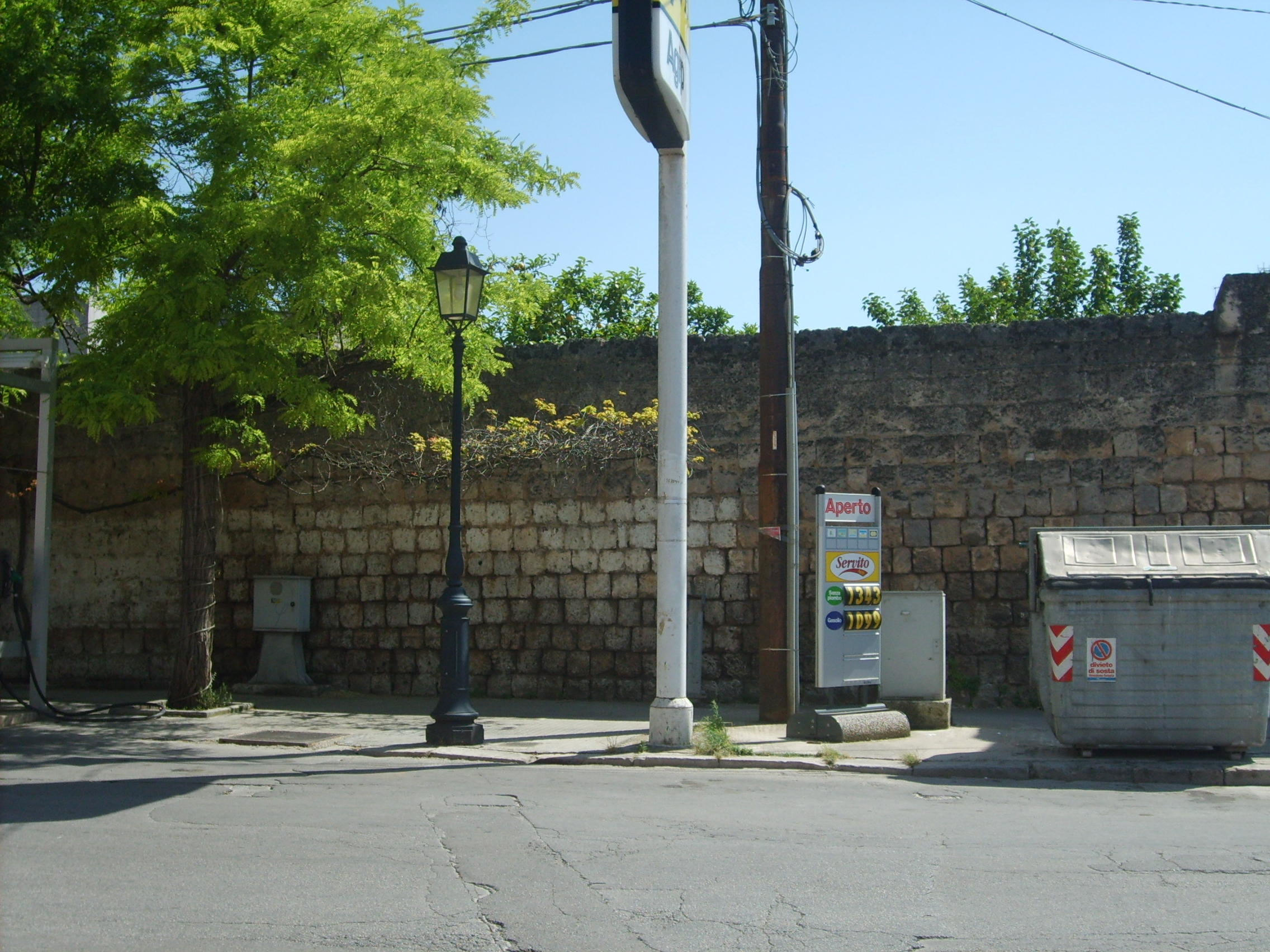
Parte dei resti delle mura settecentesche

Passata l'epidemia, iniziarono numerose opere pubbliche, come il completamento delle principali arterie cittadine e la costruzione di strade di collegamento tra i paesi vicini.
In città furono edificati nuovi edifici e chiese e nel 1838 iniziò la costruzione del Borgo della Croce, il primo a scavalcare le mura settecentesche, con una fila di case che si allungarono fino al Convento dei Frati Minori; il largo antistante la collegiata fu ulteriormente allargato nel 1845, con la demolizione di alcune botteghe.
Con la promulgazione dello Statuto albertino, nel 1848, si fecero in tutta Italia grandi festeggiamenti: anche a Francavilla, dove c'era la Giovine Italia, si organizzò una grande dimostrazione con la partecipazione di tutti i ceti cittadini. Furono issate bandiere e coccarde tricolori e furono aperti numerosi caffè liberali decorati con tende e bandiere tricolori. Poco tempo dopo, nel 1852, si discusse l'ipotesi di istituire anche a Francavilla un "Monte Frumentario", con i 477 ducati ricavati in quell'anno dal Macinato, affinché fossero usati per opere di pubblica utilità; la proposta fu accettata, ma, non bastando la somma, si dovette ricorrere anche alle elemosine dei cittadini. Nel 1854 ritornò il colera ed in tutti i comuni si reinstallarono cordoni sanitari e lazzaretti. A Francavilla destò grande ammirazione l'impegno delle Figlie della Carità, che, dal 1847, abitavano nel Castello e insegnavano ad oltre duecento ragazze. Negli stessi anni, intanto, si stava compiendo la realizzazione di un nuovo ospedale.

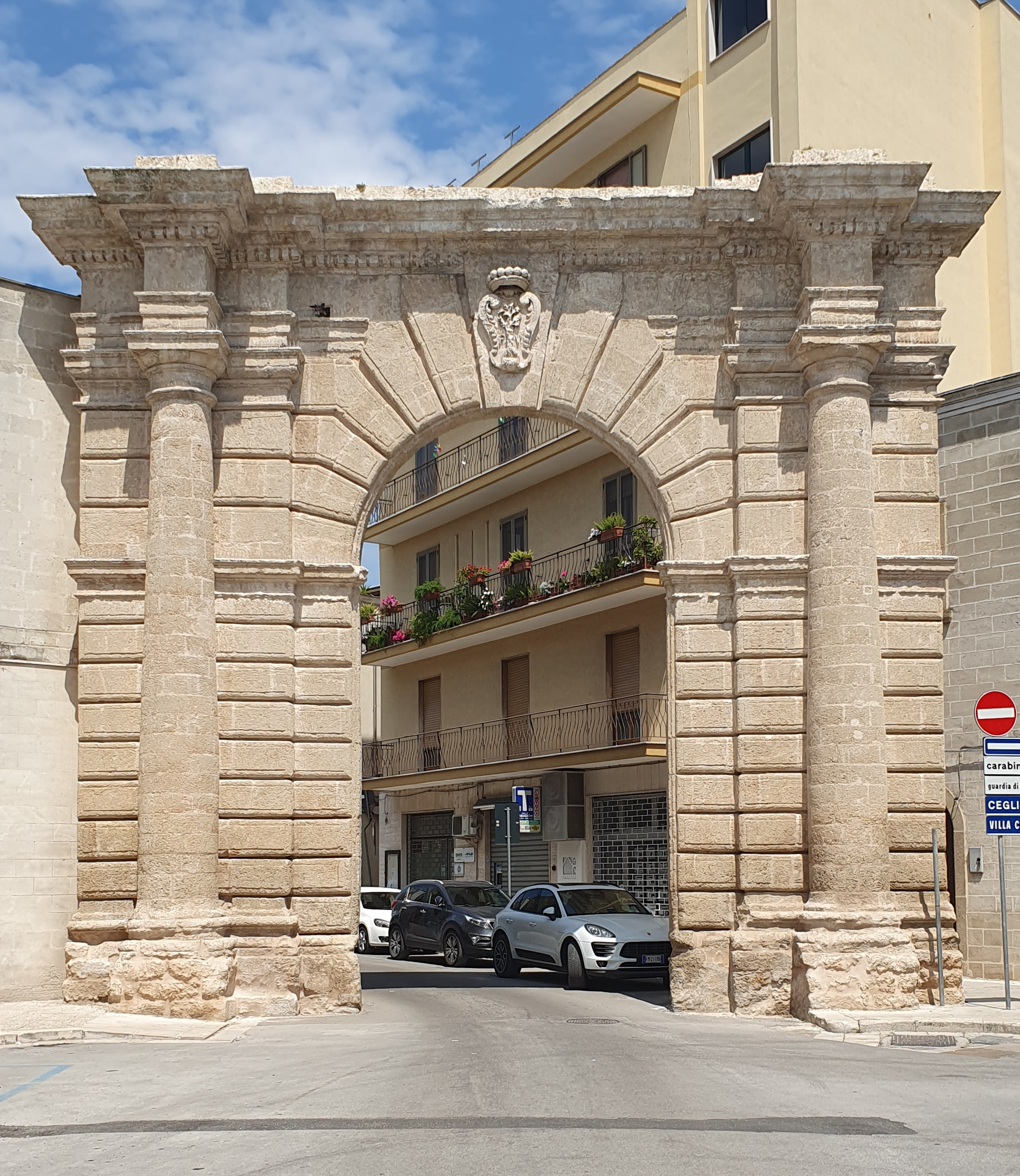
La Porta della Croce fu la prima ad essere scavalcata dall'abitato

In quel tempo vi furono anche opere di modernizzazione e di ingrandimento della città che, negli anni dell'Unità d'Italia, contava circa 20 000 abitanti.
In sessant'anni, Francavilla aumentò di ottomila abitanti: dal 1776 al 1848 la popolazione passò da undicimila a diciannovemila abitanti. La borghesia diventava sempre più acculturata, frequentando le numerose scuole della città. Nel frattempo, le fogge della piazza, che un tempo si riempivano di grano, si iniziarono ad abbandonare.

### L'arrivo dei Mille
Poco tempo dopo anche a Francavilla giunsero le notizie dello sbarco in Sicilia di Garibaldi e dei Mille e nel frattempo iniziarono le insurrezioni, come quella del 26 luglio, in cui furono aggrediti alcuni esponenti dei Borbone. Dopo le dimissioni del sindaco Longo e l'allontanamento degli Eletti cadde definitivamente il governo borbonico in città e si creò un Governo Provvisorio.
Il 21 ottobre dello stesso anno ci fu il plebiscito sulla scelta o meno di un'Italia una ed indivisibile con Vittorio Emanuele re costituzionale e suoi legittimi eredi.
A Francavilla l'evento politico fu molto sentito dal popolo: le case furono decorate con bandiere, per le strade furono esposti grandi cartelloni con la scritta SI, in piazza fu costruito un palco sul quale salivano e scendevano i votanti. L'ufficio era presieduto dal sindaco assieme ai Capitani della Guardia Nazionale. In Terra d'Otranto gli iscritti furono 111951, gli astenuti 16452, i votanti a favore furono 94570 e quelli contro 929.
In tutte le città si prepararono grandi festeggiamenti: nella piazza di Francavilla fu esposta una grande statua in cartapesta raffigurante il re e si fecero (perfino in Chiesa) grandi discorsi patriottici.

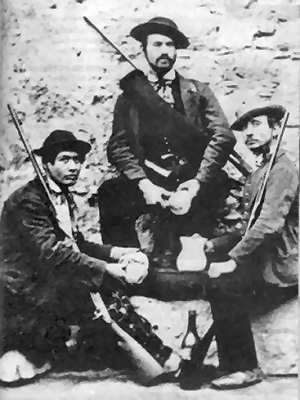
Un gruppo di briganti

### Il ritorno del brigantaggio
Intanto la questione del brigantaggio aumentava d'importanza: nel 1861 fu proclamato in città lo stato d'assedio ed il disarmo;
arrivarono anche i Cavalleggeri d'Aosta ed il 23 ottobre di quell'anno il prefetto Gemelli fece affiggere un editto che ordinava ai sindaci la creazione di due elenchi: uno sui briganti fautori e l'altro sugli assenti dal Comune senza alcuna giustificazione. Si dispose anche che si arrestassero o perquisissero i complici, i ricettatori e fautori dei briganti, i ladri, gli oziosi e vagabondi, i rafrattari, gli sbandati, i portatori o detentori di armi senza licenza ed i propagatori di falsi allarmi. Successivamente si dispose che i cittadini si ritirassero in campagna e che si chiudessero le masserie, portando il bestiame in luoghi sicuri, ma provocando seri danni al settore agricolo. A febbraio del 1863 arrivò nel comune il primo Delegato di Pubblica Sicurezza.
Francavilla, fino al 1863, era distinta dalle altre nove omonime cittadine dall'attributo di Otranto, ma un decreto del 18 febbraio del 1864 sanzionò il nuovo attributo di Fontana, a ricordo del famoso ritrovamento dell'icona presso una fonte.
Dal 1848 al 1866 la popolazione francavillese aumentò (anche se i dati riportanti nei documenti non sono considerati esatti): nel 1848 si scrisse 19000 (secondo molti una cifra esagerata); nel 1863 il Comune riportò la presenza di 17.869 abitanti; l'anno successivo il governo registrò 17609 presenze.

### Le nuove opere sanitarie, scolastiche ed infrastrutturali
Con l'arrivo di fondi dal governo centrale, iniziarono molte opere pubbliche sia dentro che fuori dalla città: si iniziò con la costruzione di una strada che correva tutt'attorno alle mura, che a quell'epoca si trovavano in stato di degrado. In seguito si cercò di bonificare anche le contrade, luoghi molto insicuri. In questo periodo quasi tutti i lavori di riordino urbanistico e ricostruzione di strade, palazzi e chiese fu affidata a Luigi Fumagalli; furono risistemate molte strade e marciapiedi e nel 1865, in occasione della visita del principe ereditario, si rifece il prospetto delle carceri, si migliorò l'ufficio di Polizia con l'aggiunta di cancelli in ferro e verniciature, e alcune stanze del castello furono decorate. In questi anni sorse anche la questione della ferrovia Taranto-Brindisi: già durante i Borboni si discusse un progetto di ferrovia che arrivasse a Brindisi, ma senza toccare Francavilla; dopo numerose trattative, il 10 aprile 1865 si concluse che, la ferrovia sarebbe passata da Taranto e da tutti i comuni situati sulla linea per Brindisi.
Nel 1867 la città fu per la terza volta invasa da una nuova epidemia di colera: si chiusero nuovamente tutte le strade che portavano fuori dalla città. L'epidemia, durata dal 17 giugno al 30 agosto, provocò da undici a diciannove decessi al giorno.
Passata l'epidemia, furono continuati miglioramenti di carattere igienico e scolastico, eliminando l'emanazione a cielo aperto dei fumi delle officine e aprendo nuove scuole elementari, un Ginnasio ed un asilo d'infanzia. Inoltre, nel 1875, nel pianterreno del castello, fu aperto il Telegrafo elettrico.

### L'indipendenza di Villa Castelli e gli scontri con Oria
Intanto, anche la questione dell'indipendenza di Villa Castelli aumentava la sua importanza: arrivata nel 1871 a 1.900 abitanti, tendeva sempre più all'indipendenza da Francavilla; già parecchi anni prima fu chiesta la separazione dal capoluogo e l'annessione a Ceglie Messapica, che però fu subito respinta. Nel 1862 si rivolsero al Consiglio Provinciale, che il 3 novembre 1863 dichiarò che il villaggio non era in condizioni adatte per autogestirsi.
Nel 1871 un frate cappuccino, parroco della chiesa del Santissimo Crocefisso di Villa Castelli, presentò richiesta presso la provincia di Terra d'Otranto di unificazione della frazione francavillese con il comune di Grottaglie, denunciando l'incuria e l'abbandono in cui veniva tenuto dalla città di Francavilla Fontana. Nel 1891, con la costituzione di un comitato, fu ufficializzata la richiesta della formazione di un comune indipendente; si formarono così due opposte fazioni: i Bianchi (Democratici, Liberali e Cattolici), che si posero alla guida delle lotte per l'indipendenza, ed i neri (Reazionari e Conservatori) spalleggiati dal parroco Caliandro, che risultarono attendisti e collusi con il malgoverno francavillese: una lettera inviata dal Caliandro al Duce mette in luce una collusione tra l'arciprete ed il regime fascista. Gli scontri verbali diventarono sempre più accesi durante le sedute del Consiglio Comunale di Francavilla e videro l'incalzare delle richieste dei consiglieri castellani. Solo in seguito alla delibera della Camera dei deputati del 25 maggio del 1923 partì ufficialmente l'iter per l'indipendenza. La conseguenza fu l'accentuarsi dell'incuria e della prevaricazione da parte del capoluogo.

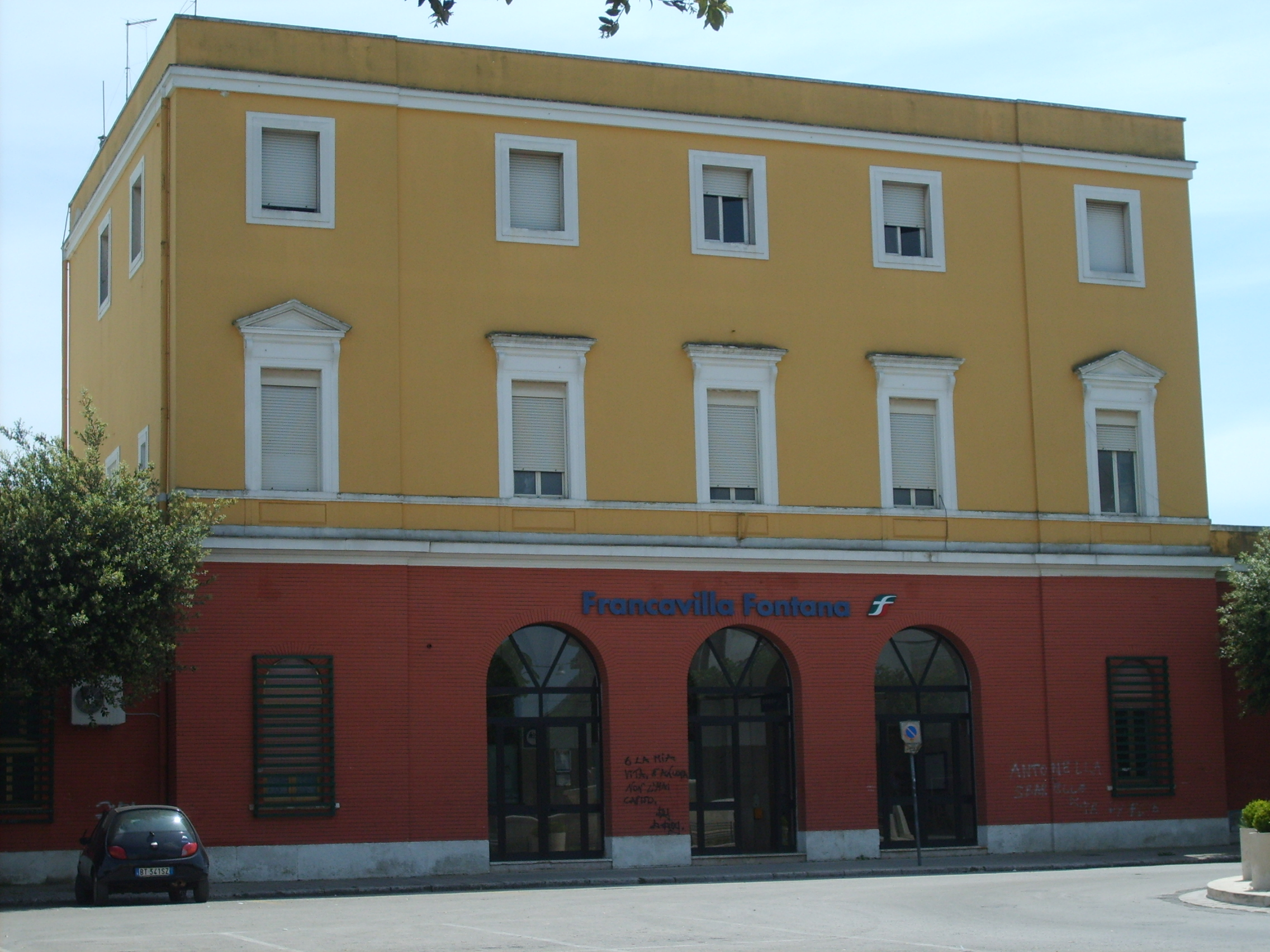
La stazione di Francavilla

Nel 1880 tornarono i tumulti tra oritani e francavillesi; dopo numerosi scontri e arresti da parte dei Carabinieri, oltre cinquemila contadini francavillesi si diressero verso le carceri e le distrussero, liberando gli arrestati. Gli scontri, così, continuarono e si inasprirono, tanto che, per tenere sotto controllo la situazione, arrivarono soldati da Brindisi, Taranto, Bari e Lecce.

### Il progetto e la costruzione della ferrovia
Anche con i pericoli di rivolta e di scontri continuarono le opere pubbliche: pochi anni prima erano iniziati i lavori per le strade che conducono a San Marzano, Carosino e Sava; il cimitero fu allargato e se ne progettò uno anche a Villa Castelli; si fecero lavori per ristrutturare le carceri, il Convento di San Biagio ed il pianterreno ed i sotterranei del castello, dove nel 1880 furono trovati alcuni scheletri e qualche iscrizione. Nel frattempo continuavano anche i lavori per la ferrovia. Il 27 febbraio 1883, da Lecce, venne a Francavilla l'allora ministro ai Lavori Pubblici Alfredo Baccarini, accolto alla Porta del Carmine da Consiglieri e Società Operaia.
Al progetto della ferrovia Taranto-Brindisi, si pensò anche la costruzione di una ferrovia che, partendo dal centro della Taranto-Brindisi, si congiungesse con la Zollino-Gallipoli, mettendo in comunicazione i circondari di Taranto, Brindisi e Gallipoli. Inoltre, il 20 ottobre 1885 si costituì un consorzio tra i Comuni di Martina Franca, Locorotondo, Alberobello, Ceglie Messapica, Gioia del Colle e Francavilla Fontana per la costruzione della linea Gioia-Francavilla, che, oltre ad essere collegata alle altre linee ferrovierie, si sarebbe congiunta ai porti di Taranto e Brindisi, aumentando così la sua strategicità specie in periodi di guerra. Il 4 gennaio 1886 il Ministro ai lavori Pubblici giunse a Bari per l'inaugurazione della ferrovia ed in tutti i paesi toccati dalla linea Taranto-Brindisi si fecero grandi festeggiamenti.

### L'arrivo della settima Compagnia di Disciplina e della Croce Rossa
Dopo lo scoppio di un'altre epidemia di colera, il sindaco decise che la questione igienica nella città era diventata troppo importante per continuare ad essere ignorata: perciò, dopo aver ricavato numerosi guadagni dalla vendita di terreni e aver ricevuto prestiti dallo Stato, si iniziarono i rifacimenti delle strade principali.

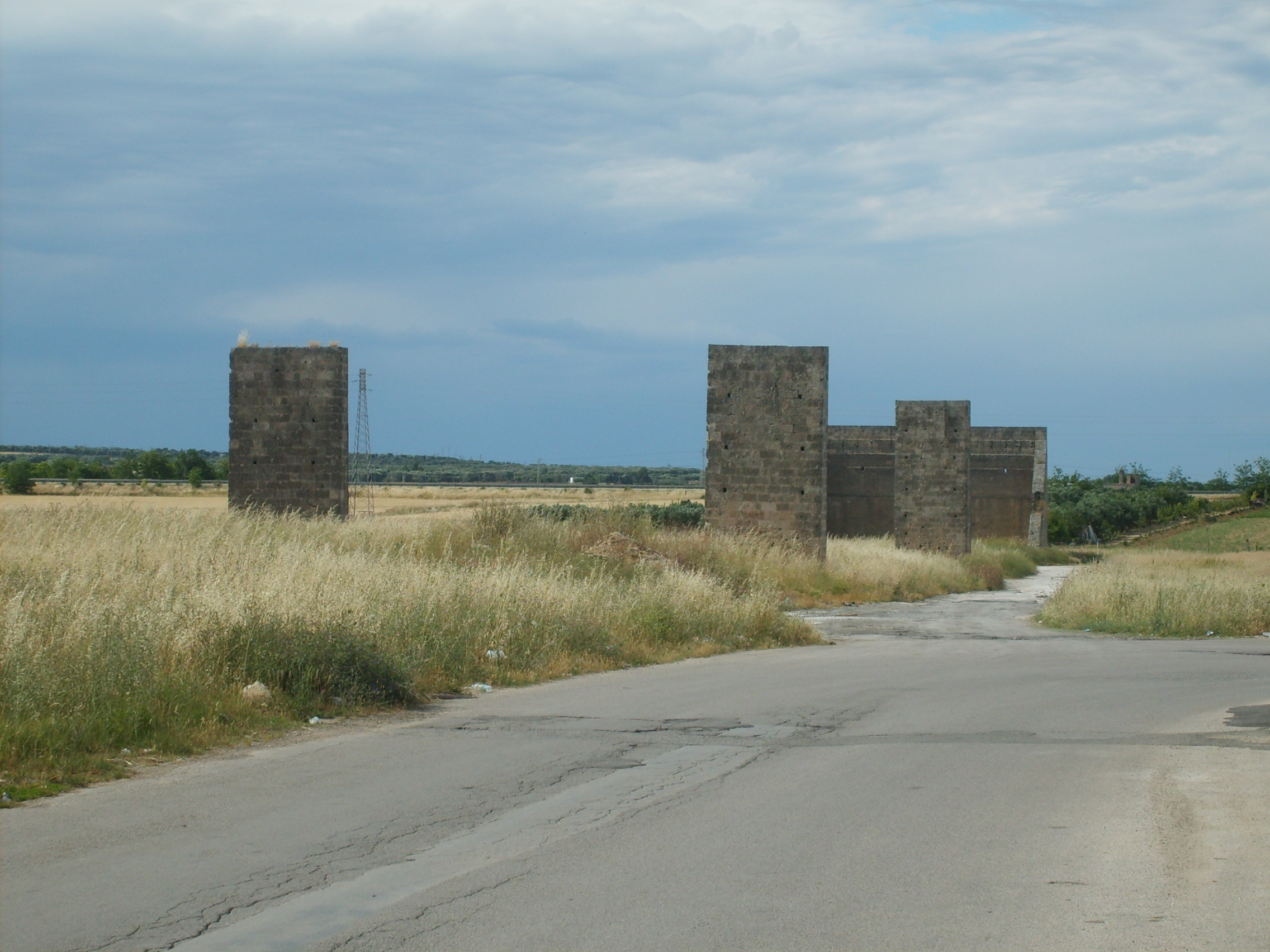
Ex campo di Tiro a Segno

Nel 1896 il Comando di Bari richiese al Sindaco se fosse possibile installare nel comune la settima Compagnia di disciplina, voluta dalla popolazione già da qualche tempo.
Iniziò così la costruzione di una caserma adeguata alle esigenze richieste e, a settembre, arrivarono i primi sessanta soldati. Nel frattempo in città si costruì anche il Tiro a Segno, visibile ancora oggi a breve distanza dall'ospedale, e fu istituita la Croce Rossa, diventata molto popolare durante le frequenti epidemie di colera.
Il 24 giugno 1899 si propose l'impianto della luce elettrica, eliminando così l'antica illuminazione a petrolio, ma, anche se la proposta fu approvata, non fu attuata subito.

### Dal ventennio fascista ad oggi

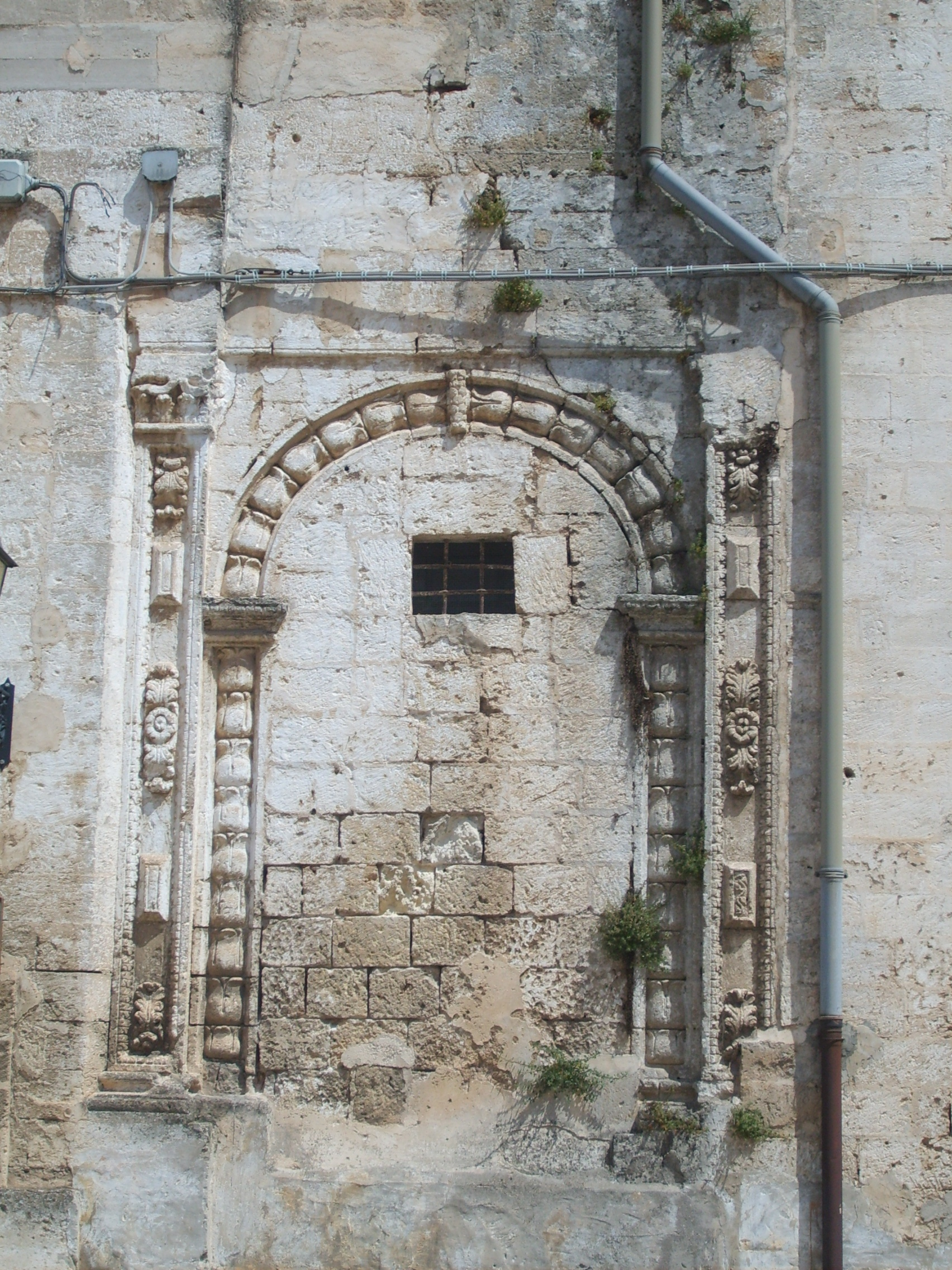
Portale seicentesco murato dell'ex convento delle Clarisse, distrutto durante il fascismo

Durante il ventennio fascista la città subì numerosi interventi di risanamento urbanistico, che portarono benefici, come la costruzione di nuovi rioni, dello stadio comunale o come l'allargamento di Piazza Umberto I, ma che procurarono anche danni, come nel caso della riconfigurazione urbanistica dell'ottocentesco rione dei Liguorini, modificato per far spazio ad un complesso scolastico.
Nel 1923 Francavilla entrò a far parte della neonata Provincia di Taranto.
Nel 1926, dopo numerosi scontri e manifestazioni di piazza, durante i quali il giorno di Pasquetta del 1925 fu linciato l'allora sindaco di Francavilla Luigi Andriani, Villa Castelli, grazie ai voti di Specchia Tarantina, Monte Fellone (frazioni di Martina Franca) e Mannara (frazione di Grottaglie), raggiunse la somma di 4000 votanti e si costituì definitivamente in nuovo comune con la consegna dello stemma araldico comunale. Fu nominato primo amministratore il Cavalier Ostillio di Taranto.
Nel 1927, Francavilla entrò nell'appena istituita provincia di Brindisi.

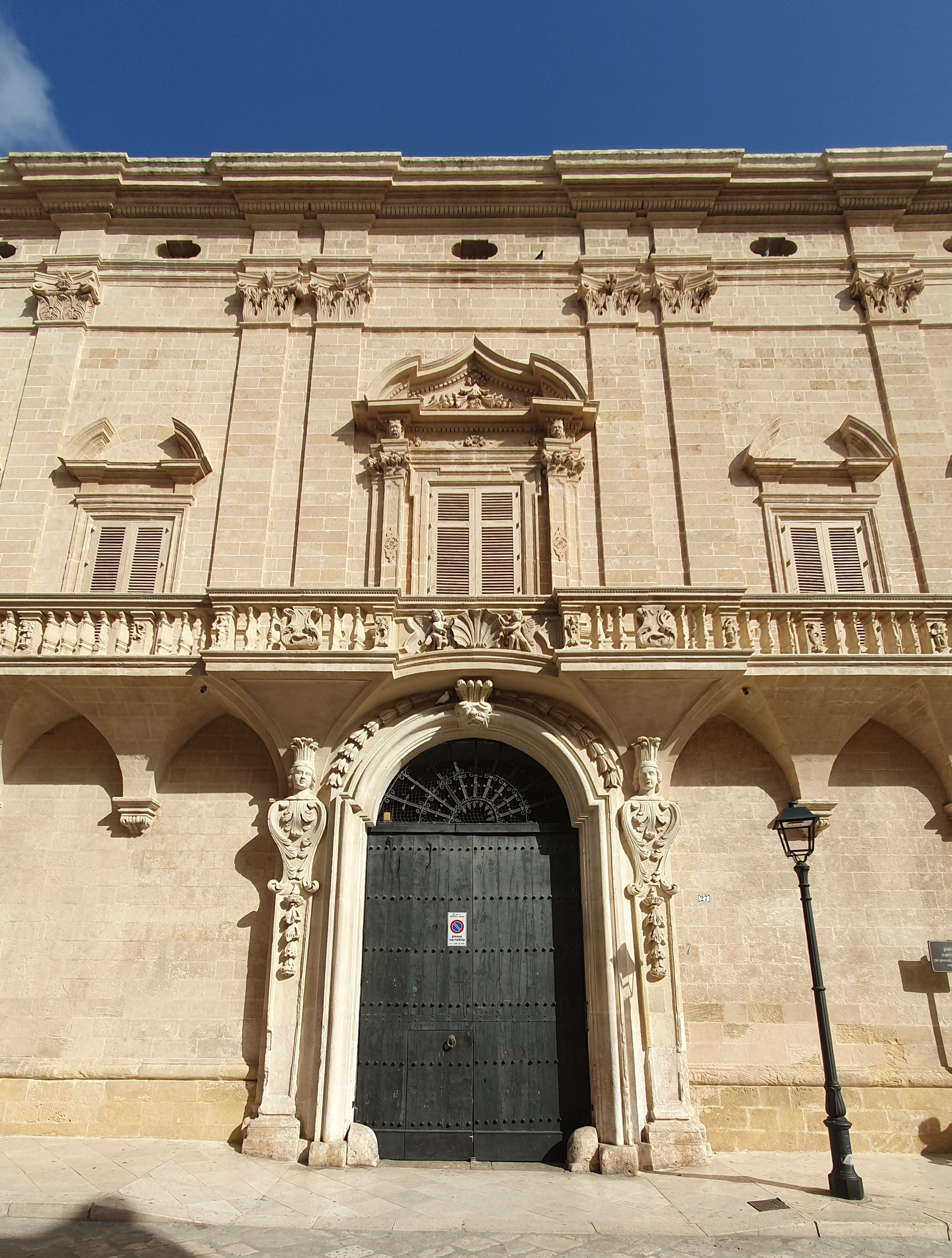
Vista del portale di Palazzo Carissimo

Durante la Seconda guerra mondiale a Francavilla, nel Palazzo Carissimo, furono alloggiati diversi generali e comandanti, tra cui Francesco Pricolo, Sottosegretario di Stato e Capo di Stato Maggiore dell'Aeronautica e generale d'Armata. In concomitanza del trasferimento provvisorio del Comando Supremo Militare presso la stazione ferroviaria, inoltre, sostarono per tre giorni in città anche Benito Mussolini, ospitato nella villa del Generale Perrucci situata nei pressi di Grottaglie, e gli altri capi dei Ministeri militari. Attendevano l'arrivo a Taranto di Galeazzo Ciano, di ritorno dall'Albania. Già dal 1940 operò in città l'Ospedale della Marina militare, che ospitò feriti e militari provenienti principalmente dalla Grecia.
Dopo l'Armistizio di Cassibile dell'8 settembre 1943, gli inglesi avanzarono sul territorio italiano e si scontrarono con i tedeschi, specie nell'Italia centrale. A Francavilla giunsero in questo modo numerosi profughi abruzzesi, scappati dalla loro terra a causa dei violenti scontri e sistemati in locali comunali e privati. In tale periodo giunsero in città anche i comandi della VIII armata e del LI Corpo d'Armata. Al termine del conflitto i caduti francavillesi erano 157, tra civili e soldati.

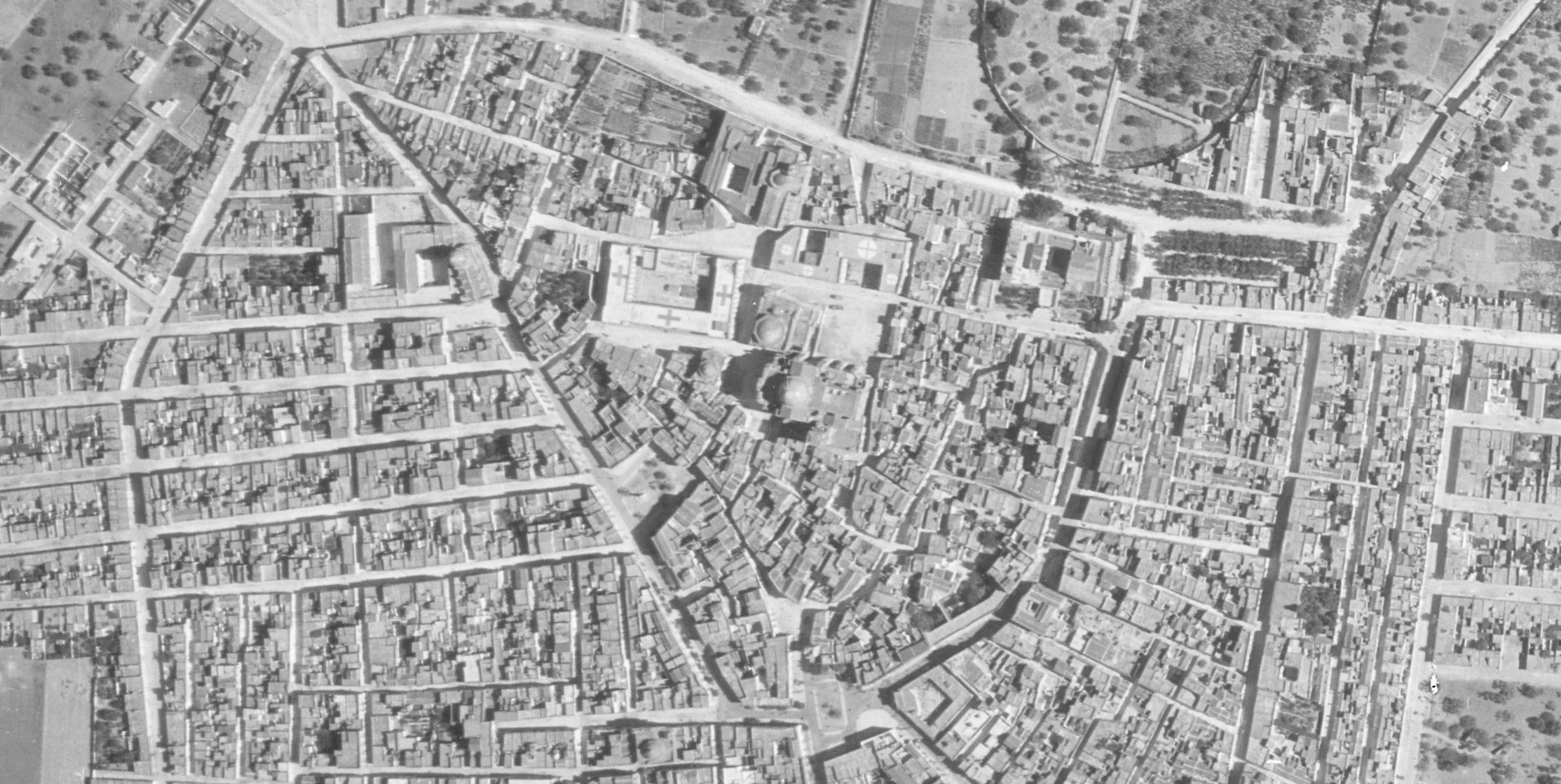
Veduta del centro storico nel 1943.

Nella notte tra l'8 ed il 9 maggio 1945 la città visse uno dei suoi momenti più bui: una folla di comunisti, infatti, a causa di pesanti diverbi, si recò a casa dei fascisti Francesco e Salvatore Chionna, che si difesero sparando e uccidendo i comunisti Cosimo Carrieri e Cosimo Pesce. Dopo aver appiccato fuoco alla casa, la folla costrinse i due uomini ad uscire dalla propria abitazione e ad essere esposti alla sparatoria. Il giorno seguente i corpi dei due fascisti furono appesi in Piazza Umberto I, cosparsi di benzina e bruciati.
Per quanto riguarda il referendum del 2 giugno 1946, a Francavilla i voti a favore della monarchia furono 8337, mentre quelli a favore della repubblica 3342. Nell'autunno dello stesso anno, in seguito alle elezioni amministrative, venne eletto sindaco Vincenzo Barbaro, facente parte dell'Unione Democratica Cittadina.
Dopo la fine della guerra la ricostruzione fu lenta, anche perché le città di Brindisi e Taranto erano state duramente colpite durante il conflitto. Solo dopo gli anni 1960 la città iniziò a progredire sensibilmente, favorita dalla costruzione di grossi impianti industriali nei due capoluoghi adiacenti, che permisero a loro volta la creazione di un discreto indotto e la realizzazione di opere infrastrutturali.